# Hắc Quản Gia
Kuroshitsuji (黒執事, くろしつじ) là một loạt manga được viết và minh họa bởi Toboso Yana. Loạt manga này ra mắt vào ngày 16 tháng 9 năm 2006 đăng trên tạp chí truyện tranh hàng tháng dành cho shōnen là Monthly GFantasy của Square Enix. Cốt truyện xoay quanh một quản gia quỷ đến từ địa ngục người đã ký bản giao kèo với Ciel Phantomhive 12 tuổi, cậu bé gia trưởng của dòng dõi quý tộc Phantomhive và đổi lại Sebastian sẽ lấy đi linh hồn của cậu sau khi tất cả công việc trả thù cho cha mẹ cậu hoàn tất. TVM Comics đã đăng ký bản quyền để phát hành phiên bản tiếng Việt ở Việt Nam với tên bản quyền là Hắc Quản Gia và bây giờ đã ngừng phát hành sau khi ngừng hoạt động. Hiện tại, truyện đã được IPM đăng ký bản quyền và phát hành phiên bản tiếng Việt với tên là Hắc Quản Gia.
Chuyển thể anime đã được A-1 Pictures thực hiện và Toshiya Shinohara làm đạo diễn với 24 tập đã phát sóng tại Nhật Bản từ ngày 02 tháng 10 năm 2008 đến ngày 26 tháng 3 năm 2009. Mùa tiếp theo của bộ anime là Kuroshitsuji II cũng đã được thực hiện và phát sóng tại Nhật Bản từ ngày 01 tháng 7 năm 2010 đến ngày 17 tháng 9 năm 2010 với 12 tập; mùa này có hai nhân vật chính mới và có cốt truyện gốc anime không có xảy ra trong manga. Mùa 3, có tựa đề Kuroshitsuji: Book of Circus, được phát sóng từ tháng 7 đến tháng 9 năm 2014. Một bộ OVA chiếu rạp gồm hai phần có tựa đề Kuroshitsuji: Book of Murder, được chiếu tại các rạp ở Nhật Bản vào tháng 10 và tháng 11 năm 2014. Chuyển thể live-action được chiếu tại Nhật Bản vào tháng 1 năm 2014. Một anime điện ảnh có tựa đề Kuroshitsuji: Book of the Atlantic, được chiếu rạp tại Nhật Bản vào tháng 1 năm 2017. Mùa anime thứ tư do CloverWorks sản xuất, có tựa đề Kuroshitsuji: Public School Arc, đã phát sóng vào tháng 4 năm 2024.
Đến tháng 3 năm 2024, manga Hắc quản gia đã có hơn 35 triệu bản được phát hành, trở thành một trong những bộ manga bán chạy nhất.

## Tổng quan

### Sơ lược cốt truyện
Trong một ngôi biệt thự ở ngoại ô London thời Victoria, quản gia Sebastian Michaelis phục vụ ngài 'Bá tước Ciel Phantomhive'. Ciel Phantomhive là một đứa trẻ mồ côi 12 tuổi, là người đứng đầu của một gia đình quý tộc người Anh và một tập đoàn sản xuất bánh kẹo cùng đồ chơi, đồng thời cũng là người phục vụ nữ hoàng Anh với tư cách như "con chó giữ cửa". Gia đình của cậu bị giết hại khi cậu còn nhỏ. Chính vì vậy, Ciel đã ký một hợp đồng với quỷ dữ để trả thù những kẻ đã hại gia đình mình, nhưng cái giá phải trả chính là linh hồn của cậu. Đổi lại, Sebastian (con quỷ đã ký hợp đồng với Ciel) sẽ phải thực hiện tất cả những mệnh lệnh mà Ciel đề ra. Sau khi thực hiện giao kèo, Sebastian trở thành quản gia của Ciel và thực sự là vị quản gia tuyệt vời. Luôn xuất hiện với vẻ ngoài hoàn hảo nhất, kỹ năng chiến đấu điêu luyện đến mức có thể dễ dàng hạ gục bất kỳ chiến binh được huấn luyện bài bản nào, thậm chí có thể làm thơ hay tranh thủ làm những công việc thường nhật của quản gia trong lúc chiến đấu... dù có trong tình huống nào đi nữa thì Sebastian cũng sẽ giành được chiến thắng với phong cách lịch lãm nhất có thể.

## Nhân vật
| Nhân vật                         | Xuất hiện trong manga | Xuất hiện trong anime phần I | Vai trò                            |
| -------------------------------- | --------------------- | ---------------------------- | ---------------------------------- |
| Ciel Phantomhive                 | x                     | x                            | Cậu chủ gia tộc Phantomhive        |
| Sebastian Michaelis              | x                     | x                            | Quản gia thân cận của Ciel         |
| Mey-Rin                          | x                     | x                            | Hầu gái gia tộc Phantomhive        |
| Finnian (Finny)                  | x                     | x                            | Người làm vườn gia tộc Phantomhive |
| Baldo (Bard)                     | x                     | x                            | Đầu bếp gia tộc Phantomhive        |
| Tanaka                           | x                     | x                            | Quản gia cũ gia tộc Phantomhive    |
| Pluto                            |                       | x                            | Ma cẩu                             |
| Snake                            | x                     |                              | Người rắn                          |
| Elizabeth Ethel Cordelia Midford | x                     | x                            | Vị hôn thê của Ciel                |
| Paula                            | x                     | x                            | Người hầu của Elizabeth            |
| Prince Soma                      | x                     | x                            | Vương tử Ấn Độ                     |
| Agni                             | x                     | x                            | Người hầu của Soma                 |
| Hồng phu nhân (Madam Red)        | x                     | x                            | Dì của Ciel                        |
| Lau                              | x                     | x                            | Người làm ăn với Ciel              |
| Ran-Mao                          | x                     | x                            | Em gái của Lau                     |
| Undertaker                       | x                     | x                            | Tử thần                            |
| Grell Sutcliff                   | x                     | x                            | Tử thần                            |
| William T.Spear                  | x                     | x                            | Tử thần                            |
| Ronald Knox                      | x                     |                              | Tử thần                            |
| Vincent Phantomhive              | x                     | x                            | Cha của Ciel                       |
| Rachel Phantomhive               | x                     | x                            | Mẹ của Ciel                        |
| Tử Tước Druitt                   | x                     | x                            | Một quý tộc, kẻ thù của Ciel       |
| Angela                           |                       | x                            | Người hầu nhà Barrymore            |

### Nhân vật chính

#### Sebastian Michaelis (セバスチャン・ミカエリス,Sebastian Mikaerisu)
Lồng tiếng bởi: Toshiyuki Morikawa (CD phim truyền hình đầu tiên), Daisuke Ono (CD anime và phim truyền hình thứ hai)
Live-action: Hiro Mizushima
Nhạc kịch: Yuya Matsushita, Yūta Furukawa
Là nhân vật chính của Hắc quản gia. Anh là quản gia quỷ của gia đình Phantomhive và đóng vai trò là vệ sĩ của Ciel. Trở thành quản gia là công việc mà anh hoàn toàn tận tâm, tuân theo mệnh lệnh của Ciel với lòng trung thành và nhanh nhẹn tuyệt vời. Anh thích thách thức Ciel và đôi khi dường như không thực sự quan tâm đến sức khỏe của cậu, xúc phạm và chọc tức Ciel khi thấy phản ứng của cậu. Tuy nhiên, có những lúc anh vẫn tỏ ra lo lắng cho sức khỏe của Ciel, chẳng hạn như khi lo lắng khi Ciel lên cơn hen suyễn hay đó lại là khi cậu lên cơn hoảng loạn. Sebastian rất yêu thích mèo, nói rằng mình không thể đoán trước hoặc kiểm soát phản ứng và cảm xúc của chính mình khi một con xuất hiện. Là một ác quỷ, anh cũng tỏ ra cực kỳ tàn nhẫn, tàn bạo và lôi kéo mục tiêu của mình, đồng thời bị hấp dẫn bởi hành vi và thái độ của con người, vì anh thấy họ thú vị vì lòng tham vô độ của họ.
Anh có kỹ năng thực tế cao trong mọi việc và xử lý mọi nhiệm vụ, bất kể nó khó đến mức nào, cũng như bất kỳ vấn đề nào phát sinh từ lỗi của những người khác một cách dễ dàng. Do là một con quỷ bị ràng buộc bởi hợp đồng Faustian, anh phải tuân theo ý muốn của Ciel và dấu hợp đồng của anh ta nằm trên tay trái, cho phép Sebastian tìm thấy Ciel mọi lúc mọi nơi bất cứ khi nào dấu hợp đồng của Ciel bị lộ. Đổi lại, Ciel có thể triệu tập và ra lệnh cho Sebastian.
Tuổi của anh được cho là một "bí mật".

#### Ciel Phantomhive (シエル・ファントムハイヴ,Shieru Fantomuhaivu)
Lồng tiếng bởi: Miyuki Sawashiro (CD phim truyền hình đầu tiên), Maaya Sakamoto (CD anime và phim truyền hình thứ hai)
Nhạc kịch: Shougo Sakamoto, Yukito Nishii, Taketo Tanaka, Nayuta Fukuzaki, Reo Uchikawa
Là nhân vật chính và là Bá tước mười ba tuổi tự cao, am hiểu kinh doanh của gia đình Phantomhive sau cái chết của cha mẹ cậu, Vincent và Rachel Dalles-Phantomhive. Cậu điều hành Công ty Funtom, công ty sản xuất đồ chơi và đồ ngọt, sau đó bổ sung thêm một chi nhánh thực phẩm sau khi giành được Chứng quyền Hoàng gia. Mắt phải của cậu thường được che bằng một miếng che mắt màu đen có một ngôi sao năm cánh, dấu hiệu của hợp đồng Faustian mà đã lập với ác quỷ Sebastian. Giống như các bá tước trước đây trong gia đình mình, Ciel hiện được biết đến là chú chó cận vệ của Nữ hoàng, có nhiệm vụ tiêu diệt tội phạm và giải quyết các vụ án trong thế giới ngầm cho Nữ hoàng Victoria.
Sau cái chết của cha mẹ và trước khi gặp Sebastian, cậu đã bị bắt làm nô lệ bởi một giáo phái và được lên kế hoạch làm vật hiến tế theo nghi lễ. Trong một buổi hiến tế, những kẻ tra tấn Ciel đã hy sinh người song sinh của cậu, khiến Sebastian bị triệu tập. Ciel lập khế ước với Sebastian thay vì giáo phái rồi ra lệnh cho con quỷ giết hết những người trong phòng. Kể từ ngày đó trở đi, Ciel dành cả cuộc đời mình để tìm ra những kẻ chịu trách nhiệm cho sự tủi nhục và đau khổ mà mình phải chịu đựng. Trong thời gian cậu ta bị giam giữ, một vết thương đã bị đốt cháy trên lưng cậu và không muốn ai nhìn thấy. Là một quý tộc, Ciel thể hiện mình là một chàng trai kiêu hãnh, trang trọng và trưởng thành. Do những bất hạnh trong quá khứ, cậu hiếm khi mỉm cười và tàn nhẫn khi đối phó với kẻ thù. Tuy nhiên, Ciel thỉnh thoảng bày tỏ sự lo lắng cho hạnh phúc của một số người thân thiết với mình. Bất chấp thái độ khắc kỷ, Ciel thể hiện những đặc điểm phù hợp với một chàng trai trẻ ở độ tuổi của mình, chẳng hạn như thích đồ ngọt và trò chơi. Vì vậy, Ciel thông minh, tinh nghịch và có tính cạnh tranh, làm mọi cách để giành chiến thắng trong mọi cuộc đấu. Bỏ qua thể chất yếu ớt, Ciel sử dụng súng thành thạo và luôn mang theo để tự bảo vệ mình. Tên của cậu ấy có nghĩa là "bầu trời" trong tiếng Pháp. Ciel có hôn ước với Elizabeth lúc còn bé, mặc dù Ciel hay tỏ ra lạnh lùng với cô và phớt lờ những nỗ lực của cô để thể hiện tình cảm với cậu, nhưng Ciel thực sự yêu quý Lizzy nhưng chỉ vì lý do thuần khiết và có ý định cưới cô vì nghĩa vụ hơn là vì tình yêu.
Trong arc Giáo Phái Xanh, Ciel được tiết lộ có một người anh em trai song sinh, "Ciel Phantomhive" thật, người đã chết trước các sự kiện trong manga. Lấy danh tính và tước vị của anh em trai mình, tên thật của cậu ấy hiện chưa được biết.

### Nhân vật phụ

#### Gia tộc Phantomhive
Trang viên Phantomhive thuộc về gia đình Phantomhive và nằm bên ngoài thành phố London. Gia đình Phantomhive là một cơ quan điều hành bí mật do Nữ hoàng Victoria trực tiếp kiểm soát và thường được gọi là "Quý tộc của Ác quỷ" và "Chó canh của Nữ hoàng". Họ có nhiệm vụ loại bỏ bất cứ điều gì khiến Nữ hoàng lo lắng bằng mọi cách cần thiết. Họ có thể kiểm soát và quản lý thế giới ngầm của Vương quốc Anh để tránh bất kỳ thông tin nào về sự tồn tại của nó đến với công chúng. Vì vậy, vị trí của gia đình Phantomhive với tư cách là Chó canh của Nữ hoàng chỉ được biết đến bởi những cá nhân được chọn trong giới thượng lưu. Người đứng đầu hiện tại của gia đình là Ciel Phantomhive, con trai của Bá tước Vincent và Nữ bá tước Rachel Phantomhive, người đã bị sát hại và tài sản ban đầu của họ bị đốt cháy (trang viên mà Ciel hiện đang ở cùng những người hầu của mình là bản sao chính xác của trang viên ban đầu). Ngoài các dịch vụ mà họ cung cấp cho Nữ hoàng, gia đình Phantomhive còn điều hành một tập đoàn đồ chơi và bánh kẹo nổi tiếng mang tên Công ty Funtom.
Gia đình hiện có năm người hầu, nhưng vị trí người hầu của họ là bức bình phong, công việc thực sự của họ là bảo vệ gia tộc Phantomhive cũng như bảo vệ Ciel, người mà họ vô cùng tận tụy. Baldroy là đầu bếp, Finnian là người làm vườn và Mey-Rin là người giúp việc. Cả ba đều được Sebastian đích thân lựa chọn và huấn luyện cho nhiệm vụ của mình. Tanaka đã từng phục vụ dưới quyền Bá tước Vincent và Quý cô Rachel (cha mẹ Ciel) với tư cách là quản gia của họ, nhưng người ta không thấy bất kỳ công việc nào trong thời gian phục vụ dưới quyền Ciel, trong đó công việc của ông là quản lý ngôi nhà. Sebastian Michaelis, một ác quỷ, đóng vai trò quản gia sau Tanaka. Snake là sự bổ sung mới nhất và vào vai trò là người hầu. Nữ bá tước Rachel và Bá tước Phantomhive mỗi người có một em gái; cả hai đều kết hôn và trở thành thành viên của các gia đình quý tộc khác trước khi bắt đầu bộ truyện. Em gái của Rachel, Angelina Dalles (biệt danh là Madam Red), kết hôn với gia đình Burnett. Cô đã thực hiện vụ giết người của Jack đồ tể và bị giết bởi đồng phạm của cô, Grell Sutcliff sau khi sự việc bị lộ. Em gái của Vincent, Nữ hầu tước Francis Midford, kết hôn với Hầu tước Midford và con gái của họ, Elizabeth, người đã có hôn ước với Ciel Phantomhive.
Baldroy (バルドロイ, Barudoroi)
Lồng tiếng bởi: Rikiya Koyama (CD phim truyền hình), Hiroki Tōchi (anime)
Baldroy (còn được đánh vần là Bardroy), thường được gọi là Baldo hoặc Bard, là đầu bếp, gốc Mỹ. Anh hiếm khi nấu ra bất cứ thứ gì có thể ăn được vì hay sử dụng vũ khí như súng phun lửa để nấu ăn, tin rằng nấu ăn là một nghệ thuật đòi hỏi những vụ nổ. Sebastian tin rằng bất cứ thứ gì anh tạo ra đều được tạo thành từ than củi và có thể gây ung thư nếu ăn phải. Baldroy theo đuổi việc nấu ăn để học cách sống chậm lại, vì anh nói rằng nấu ăn cần có sự kiên nhẫn để thành thạo, đó là điều mà anh không quen trong những năm trong quân đội. Khi còn là một người lính, toàn bộ trung đội của anh đã bị tiêu diệt, chỉ còn lại anh là người sống sót duy nhất. Sebastian phát hiện ra Baldroy trên chiến trường và mời anh vào gia tộc. Mặc dù nấu ăn dở tệ nhưng anh lại có khả năng tận dụng môi trường xung quanh, chẳng hạn như sử dụng bột mì mịn để tạo ra vụ nổ. Do có kinh nghiệm làm lính, anh nắm quyền chỉ huy những người hầu khi Ciel và Sebastian rời khỏi trang viên. Giống như Finnian và Mey-Rin, anh mang đến nhiều yếu tố hài hước trong sê-ri.
Finnian (フィニアン, Finian)
Lồng tiếng bởi: Motoki Takagi (CD phim truyền hình), Yūki Kaji (anime)
Finnian, thường được gọi là Finny, là người làm vườn trong gia tộc, gốc Đức. Mỗi lần cậu chăm sóc khu vườn, nó lại bị phá hủy do một tai nạn do sự vụng về của cậu gây ra. Cậu được miêu tả là một nhân vật ngây thơ, lạc quan, yêu thích công việc của mình nhưng lại bị Sebastian mệnh danh là kẻ ngốc vì đã phá hủy mọi thứ mình chạm vào dù đã được cảnh báo trước là phải cẩn thận. Finnian thể hiện những thứ phi thường về sức mạnh siêu phàm mà cậu cố gắng kìm nén vì sợ làm tổn thương người khác và có nguy cơ phá hoại công việc của mình. Dòng chữ S-012 được xăm trên gáy và thường được che bởi chiếc mũ rơm do Ciel tặng cho cậu. Ngoài ra, Ciel đã đặt tên cho Finny bằng cách đặt tên cậu theo tên Fionn mac Cumhaill từ Fenian Cycle khi bắt đầu làm việc. Cậu làm công việc làm vườn để dành nhiều thời gian ở bên ngoài nhất có thể, bởi vì trước khi làm việc cho Ciel, cậu là đối tượng thí nghiệm bị nhốt và buộc phải giết bạn bè của mình. Giống như Baldroy và Mey-Rin, cậu ấy mang đến nhiều yếu tố hài hước trong sê-ri.
Mey-Rin (メイリン, Meirin)
Lồng tiếng bởi: Fumiko Orikasa (CD phim truyền hình), Emiri Katō (anime)
Mey-Rin là người giúp việc gia đình, gốc Hoa. Mey-Rin có thị lực hai mắt cực tốt và được Ciel tặng một cặp kính tròn, cô rất trân trọng và không chịu vứt bỏ. Thị lực của Mey-Rin khiến cô không thể nhìn chính xác các vật thể ở cự ly gần, điều này khiến cô trở nên vụng về khi làm việc nhà; tuy nhiên, Sebastian tin rằng vấn đề chính của cô là trí thông minh chứ không phải thị lực. Cô ấy phải lòng Sebastian luôn đỏ mặt mỗi khi anh có mặt và thậm chí còn vụng về hơn khi Sebastian đang quan sát. Cô khá mê tín nhưng thừa nhận mình có niềm yêu thích với những câu chuyện đáng sợ. Mey-Rin là một tay bắn tỉa chuyên nghiệp và do có tầm nhìn hai mắt nhạy bén nên cô không cần ống ngắm để hỗ trợ. Cô ấy cũng có thể lực tốt vì có thể sử dụng súng bắn tỉa như súng ngắn và nạp hàng trăm viên cùng một lúc để giảm thời gian nạp đạn. Cô nói bằng một giọng than vãn cao, ngoại trừ khi sử dụng súng bắn tỉa, cô lại nói bằng một giọng trầm nghiêm khắc. Giống như Baldroy và Finnian, cô ấy mang đến nhiều sự hài hước nhẹ nhàng trong sê-ri.
Tanaka (タナカ)
Lồng tiếng bởi: Makoto "Mugihito" Terada (CD phim truyền hình), Shunji Fujimura (anime)
Tanaka là quản gia, gốc Nhật. Ông ấy có mặt khi cha mẹ của Ciel bị giết và bị đâm vào lưng để bảo vệ Ciel. Ông hiếm khi nói chuyện hoặc làm bất kỳ công việc nào mà luôn bị bắt gặp tham gia vào những trò hề của những người hầu khác. Sebastian có vẻ tôn trọng ông nhất trong số các thành viên. Người ta thường thấy ông đang uống trà từ một tách trà Nhật Bản và thường được thấy ở dạng chibi của ông. Bất chấp vẻ ngoài của mình, Tanaka có khả năng tiêu diệt những kẻ xâm nhập một cách dễ dàng. Trước khi Sebastian được bổ nhiệm làm quản gia của Ciel, Tanaka từng là quản gia trưởng gia đình Phantomhive cho cha của Ciel. Ông ấy rất trung thành và tốt bụng với Ciel, đồng thời nghiêm khắc khi thực hiện nhiệm vụ của mình. Không giống như những người hầu khác, Tanaka hiểu rõ hành động của Sebastian cũng như lý do đằng sau chúng. Khi Sebastian dường như bị 'sát hại', Ciel lại bổ nhiệm Tanaka làm quản gia trưởng, một vị trí mà ông hoàn thành gần như Sebastian. Khi bộ phim tiếp tục phát triển, người ta ít thấy ông ta ở dạng chibi. Trong arc Phù thủy Ngọc lục bảo, Tanaka đã thể hiện kỹ năng cắt những viên đạn bắn vào mình bằng một thanh kiếm, âm thầm áp sát mục tiêu; tuy nhiên, ông thừa nhận rằng ở tuổi của mình, ông không thể duy trì hoạt động vất vả như vậy được lâu nữa.
Snake (スネーク, Sunēku)
Lồng tiếng bởi: Takuma Terashima
Snake là thành viên đầu tiên mới nhất của Rạp xiếc Noah's Ark và đó là con lai giữa rắn/người. Anh luôn được nhìn thấy với ít nhất một con rắn quấn quanh vai và có những họa tiết da rắn riêng biệt bao phủ nhiều mảng khác nhau trên khắp cơ thể. Câu nói của anh luôn kết thúc bằng tên của một trong nhiều con rắn của mình, cho thấy không thoải mái khi giao tiếp với người khác trừ khi thông qua thú cưng của mình. Ngoài ra, Snake sẽ sử dụng giọng và giọng điệu riêng biệt tùy thuộc vào loài rắn mà anh ta đang nói đến, phản ánh tính cách mà Snake liên kết với nó. Snake được nhận làm thành viên trong gia tộc sau các thành viên đầu tiên khi họ giải thoát anh ta khỏi một buổi biểu diễn du lịch quái đản. Anh đã thề sẽ trả thù cho những người đồng đội đã chết của mình sau khi Ciel và Sebastian đã tiêu diệt tất cả, để anh lại một mình. Snake lần theo dấu vết của trang viên Phantomhive bằng cách sử dụng bộ quần áo Ciel để lại và sự giúp đỡ bất ngờ từ Hoàng tử Soma. Sau khi các vụ án giết người trong dinh thự được giải quyết, Snake được tiết lộ là vị khách thứ mười ba bị Sebastian bắt khi đang trốn trong khuôn viên biệt thự nhằm mục đích lấy mạng Ciel. Thay vì giết anh, Ciel chào đón anh như một sự bổ sung cho những người hầu của mình, biến anh ta trở thành người hầu của gia đình Phantomhive. Anh vẫn gọi Ciel và Sebastian lần lượt là Smile và Black (nghệ danh của họ khi thâm nhập vào Rạp xiếc Noah's Ark). Những con rắn của anh đều được đặt tên theo các nhà văn và nhà thơ nổi tiếng thời Victoria: Wordsworth, Emily, Goethe, Oscar, Wilde, Webster, Brontë, Donne và Keats.

#### Tử thần
Tử thần (死神, Shinigami) là một sinh vật siêu nhiên trung lập, có nhiệm vụ chính là rà soát và thu thập linh hồn. Tử thần giữ thái độ trung lập giữa Chúa và con người; họ bị nghiêm cấm can thiệp hoặc ảnh hưởng đến công việc của con người. Các thành viên của Hiệp hội Tử thần từ Bộ phận thu gom nhận được danh sách thu hồi linh hồn của những người được lên kế hoạch chết từ cấp trên của họ. Danh sách này chứa thông tin quan trọng về con người, bao gồm tên, cha mẹ, ngày sinh, ngày mất, nguyên nhân cái chết và bất kỳ ghi chú bổ sung nào. Công việc chính của họ là kiểm tra từng linh hồn đang hấp hối, hay còn gọi là kính vạn hoa ký ức, để xác định xem họ có đáng chết hay không.
Undertaker (葬儀屋・アンダーテイカー , Andāteikā)
Lồng tiếng bởi: Junichi Suwabe
Là một Tử thần đã nghỉ hưu. Ông cũng là cựu Quý tộc Ác quỷ và là người cung cấp thông tin cho nhà Phantomhive kể từ lúc Vincent Phantomhive tồn tại và từng là người tang lễ cho xã hội con người. Ông có nhiều vết sẹo trên khắp cơ thể. Giống như các Tử thần khác, ông cũng sở hữu đôi mắt phát quang màu lục nhạt mà thường che giấu dưới mái tóc của mình. Undertaker là một người lập dị, thường xuyên cười khúc khích và thích rúc trong quan tài. Lưỡi hái Tử thần của Undertaker có hình dạng lưỡi kiếm bạc dài uốn cong kéo dài từ bộ xương thu nhỏ, hộp sọ được quấn trong dây leo có gai. Undertaker gắn bó sâu sắc với nhà Phantomhive, đến mức ông ta tách khỏi Bộ phận Tử thần để tập trung nỗ lực hoàn toàn vào việc thao túng sự sống và cái chết với hy vọng khôi phục lại cuộc sống của những Phantomhive quá cố. Undertaker coi một chuỗi bảy chiếc mề đay cụ thể là "báu vật" của mình (khắc trên một trong những chiếc mặt dây chuyền là: 13 tháng 7 năm 1866, Cloudia P.). Cuối cùng, ông giao lại nó cho Ciel.
Grelle Sutcliff (グレル・サトクリフ, Gureru Satokurifu)
Lồng tiếng bởi: Jun Fukuyama
Grelle là thành viên của Bộ phận Thu gom của Hiệp hội Tử thần. Grelle ban đầu đóng giả là quản gia của Angelina Dalles và âm mưu với cô ấy làm Jack đồ tể. Kết quả là Grelle đã bị đình chỉ một thời gian nhưng hiện tại đã trở lại làm việc của Tử thần. Grelle là một người khoác lên mình "toàn đỏ thẫm", mái tóc dài màu đỏ, răng giống cá mập, đôi mắt phát quang màu lục nhạt và đeo kính gọng đỏ kèm theo sợi dây chuyền có đầu lâu. Grelle sở hữu lưỡi hái Tử thần của mình là một chiếc máy cưa, vì Grelle coi lưỡi hái thông thường đã lỗi thời. Grelle là người thẳng thắn, khoa trương, luôn thể hiện bản thân và mong muốn một cách không dè dặt. Giới tính của Grelle là chủ đề của những cuộc tranh luận kéo dài nảy sinh từ sự mâu thuẫn và mơ hồ bao gồm:
- Yana Toboso (tác giả) gọi Grelle là okama (オカマ, okama) trong những năm trước. Grelle trước đây cũng từng sử dụng thuật ngữ này cho chính mình.
- Grelle sử dụng onē kotoba (お姉言葉, "lời nói của chị gái"), một "dạng nói tiếng Nhật thô lỗ, ẻo lả thường được sử dụng bởi những người đồng tính nam và chuyển giới từ nam sang nữ.

Điều đó nói lên rằng, trên cơ sở Grelle luôn coi mình là phụ nữ một cách nhất quán và rõ ràng.
William T. Spears (ウィリアム・T・スピアーズ, Wiriamu T. Supiāzu)
Lồng tiếng bởi: Noriaki Sugiyama
Là một Tử thần. Anh ta là thành viên của Bộ phận Thu gom, anh được xuất hiện một thời gian ngắn với arc Rạp xiếc Noah's Ark, nơi anh ấy lấy nghệ danh là Suit (スーツ, Sūtsu). Lưỡi hái Tử thần của anh là một dụng cụ cắt tỉa có thể mở rộng. Anh là một người xa cách, đàng hoàng, tuân thủ nghiêm ngặt các quy định của Tử thần. Anh ta thực hiện nhiệm vụ của mình một cách siêng năng, chính xác và vô tư nên anh không tử tế với những người gây rắc rối. William coi "ác quỷ" là sinh vật kinh tởm nên anh đã gọi Sebastian bằng nhiều cái tên miệt thị như "quỷ dữ", "đỉa", "chó", và "sâu bọ".
Ronald Knox (ロナルド・ノックス, Ronarudo Nokkusu)
Lồng tiếng bởi: KENN
Là một Tử thần. Anh ta là thành viên của Bộ phận Thu gom. Ronald là một người vô tư, điềm tĩnh và thường tới trễ, anh hay tìm cách hoàn thành nhiệm vụ của mình càng nhanh càng tốt, vì anh không thích làm việc ngoài giờ; từng bày tỏ sự ghen tị với William T. Spears và Grelle Sutcliff vì công việc "dễ dàng hơn". Tuy vậy anh vẫn sẵn sàng làm việc chăm chỉ khi cần thiết. Lưỡi hái tử thần của Ronald đã được sửa đổi để giống với máy cắt cỏ, theo nguyên tắc tránh làm thêm giờ. Dòng chữ "Death Scythe" được khắc ở mặt trước.

#### Bá tước Vincent Phantomhive
Lồng tiếng bởi: Kazuyuki Okitsu
Bá tước Vincent Phantomhive (ヴィンセント・ファントムハイヴ, Vinsento Fantomuhaivu) là Bá tước Phantomhive quá cố, chồng của Rachel Dalles và là người cha quá cố của Ciel. Vincent từng là Trưởng nhà Ký túc xá Cú Lam Ngọc tại Đại học Weston. Theo Tanaka, Vincent sẽ không bao giờ mất bình tĩnh, ngay cả khi một trong những người hầu của mình chết, và Diedrich lưu ý rằng Ciel cũng bắt đầu thể hiện một số đặc điểm khó chịu hơn của Vincent. Anh ta cũng có nét giống Sebastian Michaelis một cách nổi bật.

#### Nữ bá tước Rachel Dalles-Phantomhive
Lồng tiếng bởi: Kane Uetake
Rachel Dalles-Phantomhive (レイチェル・ファントムハイヴ, Reicheru Fantomuhaivu) là vợ của Vincent và là mẹ quá cố của Ciel, người mà Ciel thừa hưởng nét mặt. Theo lời kể của em gái Angelina Dalles, Rachel là một phụ nữ xinh đẹp, tốt bụng và vui vẻ dù sức khỏe không tốt. Ciel bị di truyền bệnh hen suyễn vì cả hai đều dị ứng với mèo.

#### "Ciel Phantomhive"
"Ciel" được cho là "Ciel Phantomhive" thật và là anh em trai của nhân vật chính Ciel Phantomhive. "Ciel" được Undertaker hồi sinh trong arc Giáo Phái Xanh, sau khi chết trước các sự kiện trong manga như một phần của nghi lễ triệu hồi một con quỷ. Kể từ đó, cậu ta đảm nhận lại vị trí người đứng đầu gia đình Phantomhive và cáo buộc Ciel chiếm đoạt vị trí của mình, biến cậu ấy, Sebastian và những người còn lại trong nhóm của họ trở thành những kẻ chạy trốn.

#### Quý tộc
Madam Red (マダム・レッド, Madamu Reddo)
Lồng tiếng bởi: Masako Katsuki (CD drama), Romi Park (anime)
Madam Red, tên khai sinh là Angelina Dalles (アンジェリーナ･ダレス, Anjerīna Daresu), là dì của Ciel. Đúng như tên của cô, Angelina được biết đến với vẻ ngoài và trang phục màu đỏ. Ban đầu, cô ghét mái tóc đỏ mà cô thừa hưởng từ cha mình, cho đến khi Vincent Phantomhive nói rằng anh thích nó. Angelina yêu Vincent nhưng trở nên quẫn trí khi biết em gái mình kết hôn với anh ta. Madam Red sau đó kết hôn với Nam tước Burnett, người đối xử yêu thương và dịu dàng với cô, nói rằng anh không bận tâm việc cô có tình cảm với người khác. Cô đã có được giấy phép y tế trái với mong muốn của cha mẹ mình và hành nghề tại Bệnh viện Hoàng gia London. Sau một vụ tai nạn xe ngựa khiến chồng cô thiệt mạng, tử cung và đứa con trong bụng của cô phải cắt bỏ. Điều này gây ra xung đột lớn cho cô với tư cách là một bác sĩ vì cô thường xuyên thực hiện phá thai cho gái mại dâm (họ tin rằng việc có con là điều rắc rối). Không thể chịu đựng nỗi đau khổ khi phải làm chuyện đó trong khi bản thân cô cũng rất muốn có một đứa con, cô bắt đầu giết bệnh nhân của mình cùng với Grell Sutcliff và cả hai được biết đến với cái tên Jack the Ripper. Tuy nhiên, cô không thể giết Ciel vì cô coi cậu như con ruột của mình, khiến Grell đổi ý và giết cô.
Lau (劉, Rau, bính âm: Liú) và Ran-Mao (藍猫, Ranmao, bính âm: Lán-Māo, "mèo xanh")
Lồng tiếng bởi: Koji Yusa, Sayuri Yahagi
Lau là một quý tộc Trung Quốc, chủ tịch Chi nhánh Anh của một công ty thương mại Trung Quốc tên là Kong-Rong, và là bạn của gia đình Phantomhive. Anh ta là người đứng đầu Mafia Thượng Hải Qing Bang (Green Gang trong tiếng Trung) và điều hành một ổ thuốc phiện. Anh luôn mỉm cười và đôi mắt luôn nhắm nghiền ngoại trừ những khoảnh khắc ngắn ngủi. Lau thường đồng ý làm mọi việc trước khi biết chuyện gì đang xảy ra và nhảy vào cuộc trò chuyện với những thông tin hữu ích nhưng sau đó lại nói rằng mình không biết gì về chủ đề này. Mặc dù hành động vô tư, hài hước và dễ gần nhưng anh có thể rất máu lạnh và khó hiểu, sẵn sàng đi xa hơn Ciel, chẳng hạn như giết Harold West và vợ anh ta Mina vì họ gian lận trong một cuộc thi cà ri. Anh luôn được nhìn thấy cùng với sát thủ riêng của mình, Ran-Mao, một cô gái giống búp bê người Trung Quốc được coi là em gái anh, mặc dù không có cùng huyết thống. Cô rất ít nói và được miêu tả là người vô cảm nhưng lại rất chung thủy với anh.
Soma Asman Kadar (ソーマ・アスマン・カダール, Sōma Asuman Kadāru)
Lồng tiếng bởi: Shinnosuke Tachibana
Soma là một vương tử Ấn Độ mười bảy tuổi và là con thứ hai mươi sáu của Raja xứ Bengal. Không giống như Ciel, anh được chiều chuộng và sử dụng tài sản của cha mẹ cho nhu cầu cá nhân và đổ lỗi mọi vấn đề của mình cho người khác. Trong thời gian ở Anh, Soma bắt đầu trưởng thành, mặc dù anh vẫn mang những nét trẻ con. Sau khi biết người hầu Mina ghét anh vì sự thiếu hiểu biết và tính cách ích kỷ, Soma quyết định ở lại với Ciel và học cách cư xử như một quý ông và thậm chí còn tuyên bố là bạn thân nhất của Ciel. Ngay sau đó, Ciel nhờ anh và Agni quản lý ngôi nhà phố của cậu ở London, nhưng thỉnh thoảng họ quay lại trang viên Phantomhive để thăm quan. Soma không ngừng lo lắng cho Ciel và trở nên rất hài lòng mỗi khi có thể giúp đỡ được Ciel. Soma thường xuyên sợ hãi Sebastian, anh luôn trốn sau những người khác mỗi khi nói chuyện với anh ta.
Agni (アグニ, Aguni)
Lồng tiếng bởi: Hiroki Yasumoto
Agni là người hầu của Hoàng tử Soma, người mà anh coi và tôn thờ như một vị thần. Agni từng là một nhà quý tộc tên là Arshad sinh ra là một Bà la môn, đẳng cấp cao nhất, trong hệ thống đẳng cấp của Ấn Độ giáo, nhờ đó anh được coi là thánh và được phép phục vụ thần thánh. Agni (Arshad) đã sử dụng quyền lực và sự giàu có của mình cho ham muốn của bản thân đến mức bị treo cổ vì tội ác của mình. Trước khi bị xử tử, Hoàng tử Soma đã đề nghị cho anh một cuộc sống và cái tên mới, rũ bỏ con người cũ của mình. Anh có thể chiến đấu ngang hàng với Sebastian khi sử dụng kiếm liễu, một chiến công khiến Ciel nhanh chóng tự hỏi liệu anh ta có phải là Tử thần hay không cho đến khi Sebastian xác nhận anh là một con người. Nguồn gốc sức mạnh của anh ấy đến từ sự tận tâm của mình dành cho Soma và Agni quan tâm đến cậu ta sâu sắc. Không giống như Sebastian, anh có thể nhìn thấy những mặt tốt của các thành viên trong trang viên Phantomhive và giao cho họ những nhiệm vụ mà kỹ năng của họ sẽ được sử dụng. Anh coi Sebastian là bạn của mình, điều này khiến Sebastian ngạc nhiên vì trước đây chưa có ai gọi anh như vậy, mặc dù điều này không ngăn anh phớt lờ những nỗ lực của Sebastian nhằm ngăn cản anh tự đầu thú vì tội ác của mình. Sebastian cũng đánh giá cao Agni, mặc dù Agni tỏ ra khiêm tốn khi khen ngợi khả năng của anh. Anh sống cùng Soma tại nhà phố của Ciel và quản lý nó. Agni sau đó đã bị giết khi đang bảo vệ Soma khỏi một kẻ tấn công không rõ danh tính.
Elizabeth Midford (エリザベス・ミッドフォード, Erizabesu Middofōdo)
Lồng tiếng bởi: Yukari Tamura
Elizabeth Ethel Cordelia Midford là con gái của Francis và Alexis Leon Midford, em gái của Edward, đồng thời là hôn thê và em họ của Ciel. Elizabeth thường được gọi tắt là "Lizzie". Elizabeth cực kỳ nữ tính, năng động và hết lòng vì Ciel, người cô yêu bằng cả trái tim và mong muốn được nhìn thấy cậu mỉm cười lần nữa. Cô cố tỏ ra dễ thương trước mặt Ciel vì cậu ta đã nhận xét về việc không muốn một cô gái mạnh mẽ và đáng sợ làm vợ khi họ còn nhỏ. Elizabeth duy trì vẻ duyên dáng và ngây thơ; dì của cô đã truyền cho cô quan niệm rằng tất cả các quý cô nên tỏ ra yếu đuối và đáng yêu trước mặt các quý ông của mình lầm tưởng người khác nghĩ cô không biết cách tự vệ ngoài tỏ vẻ yếu đuối. Tuy nhiên, bên dưới vẻ ngoài phong cách quý phái đã được rèn luyện kỹ, Elizabeth là một nữ kiếm sĩ táo bạo, tài năng và thường sử dụng song kiếm: cô dễ dàng giết chết một số Thây ma để bảo vệ Ciel và sau đó giữ vững lập trường của mình trước Sebastian Michaelis, người cho rằng sức mạnh của cô thật đáng ngưỡng mộ đối với một con người. Anh trai cô từng thừa nhận rằng kiếm thuật của cô vượt trội hơn anh.
Francis Midford (フランシス・ミッドフォード, Furanshisu Middofōdo)
Lồng tiếng bởi: Atsuko Tanaka
Tên khai sinh là Francis Phantomhive, cô là dì của Ciel và là em gái của Vincent. Cô đã kết hôn với Alexis Leon Midford và là mẹ của Elizabeth và Edward. Mặc dù nghiêm khắc, hay chỉ trích và đôi khi đe dọa Ciel (và Sebastian, người thậm chí còn sợ cô và bị ấn tượng bởi khả năng của cô), cô vẫn quan tâm sâu sắc đến Ciel và gia đình mình. Francis phản đối việc đàn ông để tóc mái dài, vì vậy cô ấy thường ép Ciel và Sebastian (và sau này là Snake) để kiểu tóc thẳng. Cô là một nữ kiếm sĩ lão luyện.
Alexis Leon Midford (アレクシス・レオン・ミッドフォード, Arekushisu Reon Middofōdo)
Lồng tiếng bởi: Jouji Nakata
Marquess Alexis Leon Midford là thủ lĩnh của Hiệp sĩ Anh và là chú vợ của Ciel, đồng thời là cha của Elizabeth và Edward. Không giống như vợ, ông là người nhẹ dạ và hơi đãng trí mặc dù mang vẻ ngoài là một người điềm tĩnh, ít nói và nghiêm khắc. Ông ấy đã từng theo học tại trường Cao đẳng Weston cùng với Vincent và Diedrich. Là người đứng đầu Hiệp sĩ Anh và giống như những thành viên còn lại trong gia đình Midford, ông ấy là một kiếm sĩ lão luyện.
Chlaus (クラウス, Kurausu)
Lồng tiếng bởi: Daishiro Hano
Chlaus là một nhà quý tộc và là bạn cũ của Vincent. Mặc dù sống ở Ý nhưng Chlaus thích đi du lịch rất nhiều và thỉnh thoảng đến thăm London bất cứ khi nào ông ấy được gọi đến. Là một phần trong mạng lưới cung cấp thông tin của gia đình Phantomhive trong thế giới ngầm, ông hợp tác chặt chẽ với Ciel, người mà ông đã biết từ thời thơ ấu của Ciel. Vì vậy, Ciel coi ông như một người chú và rất tốt bụng và lịch sự với cậu. Bù lại, Chlaus rất vui vẻ và thân mật khi có mặt Ciel và luôn sẵn sàng làm những điều có ích cho cậu.
Diederich (ディーデリヒ, Dīdorihhi)
Lồng tiếng bởi: Kenji Hamada
Diederich là một quý tộc người Đức và là bạn thời thơ ấu của Vincent kể từ thời họ còn đi học tại trường Cao đẳng Weston, nơi anh trở thành chân sai vặt vĩnh viễn của Vincent sau khi thua cược, do đó họ đã gắn bó suốt đời với nhau. Sau cái chết của Vincent, anh tiếp tục là một phần của mạng lưới cung cấp thông tin của gia đình Phantomhive trong thế giới ngầm. Ngay từ khi còn đi học, Diederich luôn là một người nghiêm khắc, đàng hoàng và kính trọng. Tuy nhiên, anh cũng tỏ ra nóng nảy khi bị khiêu khích, dễ cáu kỉnh và thiếu kiên nhẫn. Anh dường như đã tăng cân đáng kể kể từ cái chết của Vincent. Anh đến giúp đỡ Ciel khi cậu được Nữ hoàng Victoria cử đến Đức để điều tra hàng loạt cái chết kỳ lạ.

#### Rạp xiếc Noah's Ark
Kelvin (ケルヴィン, Keruvin)
Lồng tiếng bởi: Chafurin
Nam tước Kelvin là người tạo ra Rạp xiếc Noah's Ark và được những người biểu diễn gọi là "Cha". Ngoại trừ mắt trái, toàn bộ khuôn mặt của ông ta được bao phủ bởi băng sau khi thuê Bác sĩ thực hiện phẫu thuật như một cách để khiến bản thân trở nên hấp dẫn hơn trong mắt Ciel, và kết cục tin rằng tất cả chỉ là lãng phí khi ông nghe tin gia tộc Phantomhive đã bị sát hại. Ông ta dường như bị ám ảnh bởi trẻ em và sử dụng rạp xiếc của mình như một cách để bắt cóc chúng. Sau đó, ông tẩy não chúng, bắt chúng làm người hầu cho mình và biểu diễn cho rạp xiếc riêng của ông ta. Ông không quan tâm đến sức khỏe của chúng và thậm chí còn thấy thú vị khi lũ trẻ chết một cách khủng khiếp khi thực hiện các pha nguy hiểm. Ban đầu, ông là một nhà từ thiện tốt bụng nhưng lại say mê Ciel sau khi gặp cậu và bằng cách nào đó có liên quan đến tổ chức bí ẩn đã bắt giữ Ciel sau cái chết của cha mẹ cậu ấy. Kelvin cũng tài trợ cho nghiên cứu chân tay giả của Bác sĩ và khi phát hiện ra Ciel vẫn còn sống, ông đã tái tạo lại căn phòng nơi tổ chức nhốt và tra tấn Ciel trước khi cố gắng hiến tế cậu trong một nghi lễ tàn ác. Sau khi biết được điều này, Ciel đã giết ông ta và ra lệnh cho Sebastian đốt dinh thự của ông.
Joker (ジョーカー, Jōkā)
Lồng tiếng bởi: Mamoru Miyano
Joker là thủ lĩnh của Rạp xiếc Noah's Ark khi nó đang du hành và phục vụ Nam tước Kelvin với tư cách là quản gia khi ông ta ở trang viên. Anh được nhận ra nhờ cánh tay giả bằng xương và ban đầu được miêu tả là một người rất ngốc nghếch. Tuy nhiên, anh rất nghiêm khắc và nghiêm túc khi thực hiện nhiệm vụ của mình. Mặc dù không đồng ý với một số quyết định của Nam tước Kelvin nhưng anh vẫn tuân theo mọi mệnh lệnh được giao vì muốn bảo vệ "anh chị em" của mình trong nhà làm việc, những người mà Kelvin tuyên bố rằng mình sẽ chăm sóc nếu tất cả họ đều làm theo những gì họ được yêu cầu. Joker không hề biết rằng xương của những đứa trẻ bị bắt cóc được Bác sĩ sử dụng làm nguyên liệu cho chân tay giả, anh cũng không biết rằng nhà làm việc chưa từng tồn tại. Anh ta, giống như mọi nghệ sĩ biểu diễn đầu tiên, gọi Nam tước Kelvin là "Cha", bởi vì Nam tước Kelvin đã đưa anh ra khỏi đường phố ở East End khi còn nhỏ và nuôi nấng ngoài việc cung cấp chân tay giả. Anh chết vì xuất huyết nặng, Sebastian đã cắt đứt cánh tay còn lại của anh khi cố gắng bảo vệ Nam tước Kelvin khỏi Ciel.
Bác sĩ (先生, Sensei)
Lồng tiếng bởi: Satoshi Mikami
Bác sĩ là một người tốt bụng và phải ngồi xe lăn, người đã chăm sóc cho những người biểu diễn rạp xiếc. Tuy nhiên, điều này sau đó được tiết lộ chỉ là một mưu mẹo vì hắn ta thực sự có thể đi lại và khá tàn bạo. Hắn đã tự tay chạm khắc các chi giả được một số nghệ sĩ biểu diễn hạng nhất sử dụng từ một loại vật liệu chắc chắn chưa được biết đến mà hắn đang phát triển thông qua nghiên cứu của mình, được tài trợ bởi Baron Kelvin. Vật liệu này sau đó được tiết lộ là một loại sứ xương đặc biệt được làm từ xương của những đứa trẻ bị bắt cóc. Hắn ta yêu cầu Kelvin sử dụng quyền lực và tiền bạc của mình để cung cấp cho hắn những nguồn lực cần thiết để hoàn thiện kỹ năng của mình và bắt ông ta bắt cóc những đứa trẻ mà mình sử dụng. Hắn ta bị Sebastian giết theo lệnh của Ciel.
Beast (ビースト, Bīsuto)
Lồng tiếng bởi: Yuuko Kaida
Beast là một trong những thành viên đầu tiên của Rạp xiếc Noah's Ark và là người huấn luyện thú. Beast lớn lên cùng với các thành viên hàng đầu khác ở East End cho đến khi Nam tước Kelvin tìm thấy họ và nhặt họ trên đường phố. Beast bị mất chân phải và được thay thế bằng chân giả. Tuy nhiên, sự cống hiến của cô dành cho Kelvin không sâu sắc như Joker và cô sẵn sàng bỏ anh lại để sống cuộc sống với Joker, người cô yêu, mặc dù điều đó không được đáp lại. Vào một trong những đêm mà Sebastian lẻn ra ngoài, anh đã dụ dỗ Beast sử dụng cô như phương sách cuối cùng để lấy thông tin về Kelvin. Sau đó cô bị Baldroy giết khi cô và các thành viên đầu tiên khác của rạp xiếc (trừ Doll và Snake) xâm chiếm trang viên Phantomhive để bắt cóc Ciel (không biết rằng cậu ta không có ở đó vào thời điểm đó).
Dagger (ダガー, Dagā)
Lồng tiếng bởi: Nobuhiko Okamoto
Dagger là người ném dao trong rạp xiếc Noah's Ark. Dagger bị mất chân phải và thay vào đó cậu phải đeo một chiếc chân nhân tạo do Bác sĩ làm. Dagger là một cậu bé hào hoa, tràn đầy năng lượng và gần như luôn mỉm cười. Câu dường như có một tình yêu lớn, gần như bị ám ảnh dành cho Beast, người mà cậu ấy luôn gọi là "Chị" hoặc "Chị lớn", và luôn sẵn sàng bày tỏ tình cảm của mình dành cho cô ấy, thường xuyên cầu hôn cô hoặc tặng quà. Cậu ta tiếp tục những hành động này, ngay cả khi Beast không ở bên cạnh và mặc dù không có dấu hiệu để ý nào từ cô. Giống như các thành viên nhóm đầu tiên khác, cậu ấy sống trong một con hẻm ở East End. Cậu đã bị cụt chân phải từ khi mới sinh ra, một điểm chung đã gắn kết cậu với những người khác. Một ngày nọ, Nam tước Kelvin tìm thấy họ trong con hẻm và mời họ đến sống tại dinh thự của ông. Sau một thời gian ở đó, họ quyết định thành lập một rạp xiếc và Joker đã đặt cho cậu ta nghệ danh Dagger, điều mà ban đầu cậu tỏ ra không hào hứng lắm. Cậu ta bị Baldroy giết khi cậu và các thành viên đầu tiên khác của rạp xiếc (trừ Doll và Snake).
Peter (ピーター, Pītā)
Lồng tiếng bởi: Yūki Tai
Peter đã là cộng sự với Wendy với tư cách là nghệ sĩ đu dây trong Rạp xiếc Noah's Ark. Cậu quan tâm sâu sắc đến Wendy, vì cậu luôn ở bên cạnh cô. Peter hơi bạo lực, dễ nổi giận và thường xuyên đưa ra những nhận xét thô lỗ, mỉa mai. Mặc dù dễ nổi giận nhưng cậu cũng tỏ ra thông minh, chẳng hạn như khi cậu từ bỏ việc tấn công Finnian để thực hiện một mối đe dọa nghiêm trọng hơn. Giống như Wendy, sự phát triển của cơ thể Peter bị chậm lại, buộc họ phải mắc kẹt trong cơ thể trẻ em. Peter lớn lên cùng với các thành viên nhóm đầu tiên khác trong một con hẻm ở East End. Sau một thời gian, họ quyết định bắt đầu một rạp xiếc, Wendy và Peter cùng nhau thực hiện màn đu dây. Cậu ta bị Mey-Rin giết khi mình và các thành viên đầu tiên khác của rạp xiếc (ngoại trừ Doll và Snake).
Wendy (ウエンディ, Uendi)
Lồng tiếng bởi: Mayumi Shintani
Wendy là cộng sự với Peter với tư cách là nghệ sĩ đu dây trong Rạp xiếc Noah's Ark. Cô có vẻ ăn nói nhẹ nhàng và thường để Peter nói phần lớn cuộc nói chuyện. Tuy nhiên, khi phát biểu, cô ấy lại thể hiện mình một cách chững chạc, chẳng hạn như khi an ủi Beast. Cô quan tâm sâu sắc đến các thành viên rạp xiếc khác, có lẽ nhiều hơn cô quan tâm đến Nam tước Kelvin và dường như gắn bó với Peter nhất, vì cô hầu như luôn có mặt với cậu ta. Wendy lớn lên trong một con hẻm ở East End cùng với các thành viên rạp xiếc khác và được Nam tước Kelvin đón về sống tại trang viên của ông ta. Giống như Peter, sự phát triển của Wendy bị chậm lại, buộc họ phải mắc kẹt trong cơ thể của một đứa trẻ. Sau một thời gian, họ quyết định bắt đầu một rạp xiếc, Wendy và Peter cùng nhau thực hiện màn đu dây. Cô bị Mey-Rin giết khi cô và các thành viên đầu tiên khác của rạp xiếc (trừ Doll và Snake).
Jumbo (ジャンボ, Janbo)
Lồng tiếng bởi: Ryokan Koyanagi
Jumbo là người thổi lửa trong rạp xiếc Noah's Ark. Jumbo, đúng như tên gọi, là một người đàn ông cực kỳ to lớn. Jumbo dường như là tiếng nói của lý trí trong số các thành viên rạp xiếc, vì anh rất điềm tĩnh và không dễ chiều theo cảm xúc của mình. Tuy nhiên, anh lại vô cùng tốt bụng và hào phóng, từng dừng công việc của mình để giúp Dagger chơi cùng những đứa trẻ khác trong quá khứ. Mặc dù sẵn sàng giết người để thực hiện mệnh lệnh của mình nhưng anh ta có vẻ thực sự không hài lòng khi phải làm như vậy. Người ta nói rằng vấn đề của anh là sự phát triển bất thường của anh ấy. Giống như những thành viên hạng nhất khác, anh được Nam tước Kelvin đón về sống trong trang viên của ông ta. Khi họ quyết định thành lập rạp xiếc, anh đã trở thành người thổi lửa. Anh ta bị Finnian giết khi mình và các thành viên đầu tiên khác của rạp xiếc (trừ Doll và Snake).
Doll (ドール, Dōru)
Lồng tiếng bởi: Ayahi Takagaki
Doll là thành viên hạng nhất của rạp xiếc Noah's Ark và giữ vị trí người đu trên dây. Khi không biểu diễn, cô ấy giả làm thành viên nhóm thứ hai, một thành viên nam mới tên là Freckles (そばかす, Sobakasu), vì cô thích ngủ hơn khi ở chung phòng với người khác, điều mà những người biểu diễn nhóm không có làm. Doll rất thân thiện và niềm nở, trò chuyện với Ciel sau khi họ được chọn là bạn cùng lều. Tuy nhiên, cô hơi ngây thơ, dễ tin vào những lời nói dối của Ciel, điều mà những người biểu diễn xiếc khác đã khiển trách cô. Cô ấy cực kỳ trung thành với các thành viên khác và coi tất cả họ như gia đình. Người ta cho rằng nguyên nhân khiến cô bị mất mắt trái là do cha mẹ nuôi dạy cô quá khắc nghiệt và khiến cô bị dị tật. Một ngày nọ, Nam tước Kelvin tìm thấy cô trong con hẻm và cho phép đến sống tại dinh thự của ông. Một thời gian sau, họ quyết định thành lập một rạp xiếc và Joker đã đặt cho họ tất cả nghệ danh, bao gồm cả Doll, người ban đầu cố gắng từ chối cái tên này. Cô ấy dường như đã bị Sebastian giết theo lệnh của Ciel, nhưng sau đó được tiết lộ rằng cô đã được tha và đoàn tụ với Snake tại trại trẻ mồ côi F.O.L.

#### Người dân Luân Đôn
Azzurro Vanel (アズーロ バネル, Azūro Baneru)
Lồng tiếng bởi: Kousuke Toriumi
Azzurro Vanel là một tay buôn ma túy Mafia người Ý thuộc gia đình Ferro, hoạt động dưới vỏ bọc của công ty thương mại có tên là Ferro Company. Để xác nhận rằng Azzurro chính là tên buôn ma túy mà Ciel đang tìm kiếm, cậu đã mời tên này đến trang viên của mình để chơi bi-a cùng với một số người khác. Trong lễ đính hôn, Ciel nói rằng mình đã lấy được ma túy mà Chlaus mua cho cậu ta ở Ý, khiến Azzurro bắt cóc Ciel vào cuối ngày hôm đó. Sebastian đã có thể khám phá ra dinh thự của Azzurro và dễ dàng tìm đường giải cứu Ciel thông qua lính canh của Azzurro. Sau khi Azzurro điên cuồng cố gắng thuyết phục Sebastian đến làm việc cho mình, hắn ta đã bị giết chết.
Aleister Chamber (アレイスト・チェンバー, Areisuto Chenbā)
Lồng tiếng bởi: Tatsuhisa Suzuki
Tử tước Druitt (ドルイット子爵, Doruitto Shishaku), Aleister Chamber là một quý tộc nổi tiếng với sở thích về mỹ thuật, rượu vang và đồ ăn cũng như sự nổi tiếng của mình với phụ nữ. Tuy nhiên, anh có liên quan đến nhiều hội kín và huyền bí cũng như hoạt động kinh doanh bất hợp pháp, chẳng hạn như buôn người. Anh từng theo học tại trường Cao đẳng Weston trong Ký túc xá Cáo Đỏ. Mặc dù anh không tham gia vào bất kỳ ngành y tế nào nhưng có bằng bác sĩ. Vì Edgar Redmond là cháu trai của anh nên có nghĩa là Aleister có ít nhất một anh chị em. Anh thường xuất hiện với tư cách là một nhân vật hài hước.
Paula (ポーラ, Pōra)
Lồng tiếng bởi: Yui Itsuki
Paula là người hầu của Elizabeth, người luôn đồng hành cùng cô ấy mọi lúc mọi nơi. Elizabeth và Paula có mối quan hệ thân thiết vì Paula luôn đưa ra lời khuyên và quan tâm đến cô. Sau lễ hội tuyết trong anime, Paula bị ám ảnh bởi tiếng chuông leng keng trong suốt phần còn lại của sê-ri.
Arthur Randall (アーサー・ランドル, Āsā Randoru)
Lồng tiếng bởi: Yutaka Aoyama
Arthur Randall là ủy viên cảnh sát của Scotland Yard. Với tư cách là người lãnh đạo của Scotland Yard, ông ta biết rõ vai trò của Ciel là Chó canh của Nữ hoàng và coi thường bất cứ khi nào các vụ án của ông được cậu ta tiếp quản. Mặc dù trung thành với Nữ hoàng và tin tưởng vào các quyết định của cô nhưng ông ta lại ghê tởm Ciel vì coi cậu chẳng hơn gì một đứa trẻ và coi gia đình Phamtomhive là kẻ gian ác khi giải quyết các vụ án.
Fred Abberline (フレッド・アバーライン, Fureddo Abārain)
Lồng tiếng bởi: Hisayoshi Suganuma
Fred Abberline (được đặt theo tên Frederick Abberline thật) là chánh thanh tra của Scotland Yard. Anh làm việc dưới quyền của Arthur Randall và là sĩ quan duy nhất ở Scotland Yard ngoài ủy viên biết về danh tính của Ciel là Chó canh của Nữ hoàng. Anh là một người tò mò, chính trực và có phần nhu mì. Mặc dù anh có thể không coi thường Ciel như Randall nhưng kinh hoàng trước việc Nữ hoàng Victoria và Ciel có một thỏa thuận cho phép Ciel giải quyết các vụ án một cách hèn hạ, lưu ý rằng đó là cách hoạt động ngược lại của Scotland Yard. Trong bản chuyển thể anime, anh được miêu tả khác biệt (cả về ngoại hình lẫn tính cách) và là một người thực sự tin tưởng vào hệ thống công lý. Anh mong muốn biến London thành một nơi an toàn để có một gia đình và dự định kết hôn với vị hôn thê đang mang thai của mình. Giống như Ciel, anh đã phải trải qua những khoảng thời gian khó khăn để có được hoàn cảnh hiện tại. Mặc dù vậy, Ciel mô tả anh là người đi trong ánh sáng, trong khi Ciel đi trong bóng tối. Lúc đầu, Abberline không tin tưởng Ciel và vị trí Chó canh của Nữ hoàng của cậu ta nhưng sau đó tham gia cùng cậu với tư cách là đồng minh. Anh bị Lau giết bằng cách dùng cơ thể của mình làm lá chắn sống để bảo vệ Ciel.
Harold West Jeb (ハロルド・ウエストジェブ, Harorudo Uesuto Jebu)
Lồng tiếng bởi: Yoshimitsu Shimoyama
Thường được gọi đơn giản là Harold West, là một doanh nhân nổi tiếng buôn bán gia vị và lá trà ở Ấn Độ, đồng thời là chồng của Mina. Anh sở hữu một cửa hàng tổng hợp tên là "Harold Trading" và một quán cà phê Hindustani tên là "Harold West". Ciel gặp anh tại một bữa tiệc trong London's Season, một cuộc trao đổi mà Ciel cảm thấy khó chịu. West là một người đàn ông kiêu ngạo, thông đồng và vô đạo đức, và Ciel mô tả anh ta là một người "bị ám ảnh một cách kinh tởm về địa vị". Trong nỗ lực giành chiến thắng trong cuộc thi cà ri để giành được Chứng quyền Hoàng Gia, West đã tuyển Agni làm đầu bếp cho mình và đổi lại, anh và Mina sẽ ngăn Soma biết sự thật về mối quan hệ của Mina với West, vì Soma cho rằng West đã bắt cóc cô ấy, khi cô sẵn lòng đi cùng anh đến London để thoát khỏi địa vị xã hội thấp kém của mình. Sau khi thua cuộc thi cà ri trước Công ty Funtom của Ciel, West và Mina sau đó có lẽ đã bị Ran-Mao giết theo lệnh của Lau.
Mina (ミーナ, Mīna)
Lồng tiếng bởi: Yūko Gotō
Mina là vợ của Harold West Jeb và trước đây là người hầu của Soma, người mà anh biết từ khi còn nhỏ. Soma quý mến cô như một người chị, miêu tả cô là một người phụ nữ xinh đẹp, vui vẻ và tốt bụng. Tuy nhiên, Mina thầm ghét Soma, vì cô coi anh ta chẳng khác gì một đứa trẻ ích kỷ và mong muốn thoát khỏi cuộc sống như một người hầu. Khi West đến Ấn Độ, Mina cưới anh và cùng anh trở về London. Khi Soma và Agni đi theo (với nghĩ rằng cô ấy đã bị bắt cóc), West và Mina đã lập một thỏa thuận với Agni để đổi lấy việc "ra tay" trước mặt Soma để ngăn cản việc biết được sự thật về mối quan hệ của cô với West. Mina xuất hiện tại hội chợ cà ri được tổ chức tại Cung điện Thủy Tinh sau khi West đánh mất Chứng quyền Hoàng Gia vào tay Công ty Funtom của Ciel, nơi cô bộc lộ tính cách ích kỷ và lòng căm thù Soma. Mặc dù vậy, Soma hiểu lý do của cô và thành thật xin lỗi cũng như cảm ơn cô vì tất cả những gì cô đã làm cho anh. Mina và West có lẽ đã bị Ran-Mao giết theo lệnh của Lau.
Arthur Conan Doyle (アーサー·コナン·ドイル, Āsā· Konan· Doiru)
Lồng tiếng bởi: Shintarō Asanuma
Arthur là một nhà nghiên cứu về nhãn khoa và đầy tham vọng. Anh là một người rất tinh ý và chính trực. Ciel là một người hâm mộ những câu chuyện của anh nên mời anh tham dự một bữa tiệc được tổ chức tại trang viên của cậu ta cho Georg von Siemens, nơi anh trở thành một nhân vật nổi bật trong việc hỗ trợ giải quyết các vụ giết người xảy ra ở đó. Sau khi sự thật của các sự kiện được Ciel và Sebastian tiết lộ, Sebastian đe dọa anh ta phải giữ bí mật danh tính của kẻ sát nhân thực sự (Charles Grey), thân phận của Ciel là Chó canh của Nữ hoàng và bản chất ác quỷ thực sự của Sebastian trong bí mật.
Georg von Siemens (ゲオルクフォンジーメンス, Georuku fon Jīmensu)
Lồng tiếng bởi: Masashi Nogawa
Georg von Siemens (dựa trên Georg von Siemens có thật) là một chủ ngân hàng người Đức và là họ hàng xa của Nữ hoàng Victoria. Ông ta có phần nghiện rượu và trụy lạc nhưng lại là một nhân vật nổi bật trong sự phát triển công nghiệp của nước Đức. Theo yêu cầu của Nữ hoàng, Ciel đã đồng ý tổ chức một bữa tiệc để vinh danh Georg trong chuyến thăm London của ông để đánh giá sự phát triển của hoạt động kinh doanh của công ty. Tuy nhiên, trên thực tế, đây là âm mưu do Nữ hoàng bày ra nhằm phế truất ông làm suy yếu quyền lực chính trị của nước Đức. Sau khi giả chết ban đầu như một phần của "trò đùa" mà ông và Charles Grey biểu diễn tại trang viên Phantomhive, sau đó ông bị Gray giết theo lệnh của Nữ hoàng.
Karl Woodley (カールウードレー, Kāru Uudoree)
Lồng tiếng bởi: Tooru Sakurai
Là chủ tịch của Công ty Woodley đánh bóng kim cương. Bên dưới vẻ ngoài là một người đàn ông vui vẻ và huyên náo trước công chúng, ông ta bí mật là một tay buôn vũ khí chuyên bán vũ khí bất hợp pháp có được nhờ sự giàu có của mình ở các nước đang có chiến tranh và là kẻ sát hại Steiger Roze, chủ tịch một công ty khai thác kim cương. Tham gia vào thế giới ngầm ở London, ông biết vị trí của Ciel là Chó canh của Nữ hoàng. Khi Ciel đang lên kế hoạch tiêu diệt ông ta vì tội ác của mình, cậu đã mời Woodley đến dự bữa tiệc mà mình đang tổ chức tại trang viên của mình để sử dụng Woodley làm vật tế thần cho vụ sát hại Georg von Siemens. Sau khi bị Double Charles bắt giữ, ông ta bị Charles Grey giết chết khi người này đang nổi cơn thịnh nộ.
Patrick Phelps (パトリックフェルプス, Patorikku Ferupusu)
Lồng tiếng bởi: Takumi Watanabe
Là con trai của ông trùm đóng tàu nổi tiếng Blue Star Line và là thành viên hội đồng quản trị bộ phận thương mại của công ty. Mặc dù rụt rè và dễ sợ hãi nhưng anh được miêu tả là một doanh nhân có năng lực. Trong bữa tiệc mà Ciel chủ trì để vinh danh Georg von Siemens, Phelps được mời làm khách mời. Sau khi phát hiện ra "xác chết" của Siemens vào đêm đầu tiên tại trang viên Phantomhive, anh được chuyển vào phòng ngủ của Ciel (anh sợ ngủ trong phòng của mình, phòng nằm cạnh phòng của Siemens) và vô tình bị một trong những con rắn của Snake giết chết, vì mùi hương của Ciel đã bao phủ lấy anh. Mặc dù Sebastian đã có thể tiếp cận anh ta ngay sau khi bị cắn nhưng anh đã phớt lờ tiếng kêu cứu của Phelps và bỏ mặc anh ta cho đến chết.
Grimsby Keane (グリムスビーキーン, Gurimusubī Kīn)
Lồng tiếng bởi: Eiichirō Tokumoto
Là đạo diễn sân khấu và là người yêu cũ của Irene Diaz, người hơn anh 12 tuổi. Anh đam mê công việc đạo diễn và nổi tiếng về sự khéo léo trong các tác phẩm của mình. Nhìn chung anh ấy là một người đàn ông ôn hòa và luôn bảo vệ Irene trong suốt mối quan hệ của họ. Anh là một trong những khách mời trong bữa tiệc của Ciel dành cho Georg von Siemens. Một thời gian sau khi rời trang viên Phantomhive sau khi vụ giết người được giải quyết, anh và Irene đã cắt đứt mối quan hệ của họ.
Irene Diaz (アイリーンディアス, Airīn Deiasu)
Lồng tiếng bởi: Mana Miyamoto
Irene Diaz là một ca sĩ opera xinh đẹp và nổi tiếng (ám chỉ Irene Adler, người cũng là ca sĩ opera trong truyện Arthur Conan Doyle tập trung vào Sherlock Holmes) và là một trong những khách mời của Ciel trong bữa tiệc của cậu dành cho Georg von Siemens. Cô là một người phụ nữ tốt bụng và lịch sự. Trước đây, cô từng có mối quan hệ lãng mạn với Grimsby Keane, một người đàn ông kém cô 12 tuổi. Tuy nhiên, cô vẫn giữ được vẻ ngoài trẻ trung nhờ uống chất màu đỏ chiết xuất từ tía tô đỏ. Một thời gian sau khi rời trang viên Phantomhive sau khi vụ giết người được giải quyết, Irene và Grimsby cắt đứt mối quan hệ. Cô ấy đang hẹn hò (mặc dù là bí mật) một diễn viên của một công ty kịch đối thủ.

#### Hoàng gia
Nữ hoàng Victoria (ヴィクトリア女王, Vikutoria Joō)
Lồng tiếng bởi: Ayako Kawasumi
Victoria là Nữ hoàng của Vương quốc Anh và được mô tả là có vẻ đẹp và sự duyên dáng tuyệt vời. Cô cũng rất quý mến Ciel, gọi cậu là 'cậu bé thân yêu' và nói rằng cậu nên đến thăm cô thường xuyên hơn. Sau cái chết của chồng và Hoàng tử Albert, cô không thường xuyên xuất hiện trước công chúng và bắt đầu khóc nức nở mỗi khi nhắc đến anh. Cô cũng có một con rối nhồi bông của Albert, người mà cô có thể nói chuyện bất cứ khi nào mình gặp khó khăn và nhớ nó. Trong manga, cô ấy được coi là một người phụ nữ thông minh và xảo quyệt, mặc dù đôi khi cô hay đưa ra những bình luận đáng lo ngại, chẳng hạn như khi cô nói rằng sẽ thật tuyệt vời nếu những con quái vật của Undertaker hồi sinh ở bên cạnh họ.
Trong bản chuyển thể anime, cô đóng một vai phản diện vì cô là người ra lệnh tiêu diệt gia đình Phantomhive. Ngoài ra, cô còn suýt tự tử vì quá đau buồn cho đến khi Ash tiếp cận cô. Ash đã mang đến cho cô tuổi thanh xuân và gắn liền một phần cơ thể của chồng cô từ cổ đến vùng xương đòn của cô. Vì da tiếp tục thối rữa nên cô rất đau đớn. Khi Ash cố gắng khắc phục vấn đề, cô ấy từ chối. Sau cùng cô chết và một người giống hệt được đặt lên ngai vàng để thay thế.

#### Người hầu
John Brown (ジョン・ブラウン, Jon Buraun)
John là người hầu và vệ sĩ riêng của Nữ hoàng Victoria. Anh là một người nghiêm khắc, ít nói và nóng nảy, đồng thời rất trung thành với Nữ hoàng Victoria. Anh dành phần lớn thời gian của mình để an ủi những giọt nước mắt cuồng loạn của cô khi cô trở nên chán nản trước cái chết của người chồng quá cố.
Double Charles ( Wチャールズ, Daburu Chāruzu)
"Double Charles" là hai thư ký và quản gia riêng của Nữ hoàng. Họ dường như có những công việc bí ẩn liên quan đến mong muốn của Nữ hoàng.
Charles Gray (チャールズ・グレイ, Chāruzu Gurei)
Lồng tiếng bởi: Ryōhei Kimura
Bá tước Grey xuất hiện với tư cách khách mời trong bữa tiệc riêng của Ciel, nơi sau đó anh được tiết lộ là kẻ sát hại Georg von Siemens theo lệnh của Nữ hoàng. Anh tỏ ra khá vô tư và hài hước trong hầu hết các trường hợp, tuy vậy anh nóng tính và có xu hướng sử dụng bạo lực bất cứ khi nào có cơ hội, chẳng hạn như khi dùng kiếm để cắt mở các cánh cửa trong trang viên Phantomhive. Sở hữu niềm yêu thích ẩm thực và thèm ăn cuồng nhiệt, anh thích chiến đấu và coi nó giống như một trò chơi. Anh dường như cũng không ưa Ciel, gọi cậu ta là "thằng nhóc". Mặc dù vậy, anh lại sợ ma và rắn. Anh xuất thân từ một dòng dõi bá tước nổi tiếng, đủ nổi tiếng để có một loại trà mang tên họ.
Charles Phipps (チャールズ・フィップス, Chāruzu Fippusu)
Lồng tiếng bởi: Tomoaki Maeno
Trái ngược với cộng sự Charles Grey, Phipps là một người đàn ông trưởng thành, kỷ luật và thực tế hơn nhiều. Anh luôn mang theo thanh kiếm của mình nhưng ít khi sử dụng nó. Anh ta nghiêm khắc với các nghĩa vụ của mình đối với Nữ hoàng và không thích sự bừa bộn trong bất cứ thứ gì, chẳng hạn như quần áo. Thật bất ngờ, anh còn mang theo một bộ dụng cụ may vá có thể sử dụng với tốc độ cực nhanh, thể hiện rõ khi anh ấy dùng nó để sửa mũ cho Finny.

#### Ký túc xá Sư Tử Lục
Edward Midford (エドワード・ミッドフォード, Edowādo Middofōdo)
Lồng tiếng bởi: Seiichirō Yamashita
Edward là con trai duy nhất của gia đình Midford, anh trai của Elizabeth và anh họ của Ciel. Edward cực kỳ bảo vệ và chiếm hữu Elizabeth quá mức, đồng thời không thích việc cô đính hôn với Ciel. Giống như mẹ, anh là một người đàng hoàng, chăm chỉ và quyết đoán, đồng thời là người đáng kính và nghiêm khắc. Mặc dù nghiêm khắc với Ciel nhưng anh vẫn quan tâm và tôn trọng cậu. Giống như những người còn lại trong gia đình Midford, anh ấy là một kiếm sĩ lão luyện, mặc dù coi mình là một người bình thường chứ không phải thần đồng như Elizabeth. Tuy nhiên, theo Herman Greenhill, Edward là một thiên tài theo đúng nghĩa của anh, vì anh ấy thực sự tôn trọng kỹ năng của người khác và kiên trì để giống hình mẫu của mình hơn. Tại trường Cao đẳng Weston, anh là chân sai vặt của Herman Greenhill và sau đó thay thế anh ta làm Trưởng nhà Ký túc xá Sư tử lục khi Herman bị đuổi học vì tội giết Derrick Arden.
Herman Greenhill (ハーマン・グリーンヒル, Hāman Gurīnhiru)
Lồng tiếng bởi: Shunsuke Takeuchi
Trưởng ký túc xá Sư tử lục (寮, Gurīn Raion Ryō), Herman Greenhill là một thanh niên nghiêm túc, giỏi thể thao, đặc biệt là môn cricket. Anh là người đáng kính trọng và công bằng nhưng lại quá tin tưởng và nóng nảy. Giống như những trưởng nhà khác, anh ấy coi trọng truyền thống hơn bất cứ điều gì khác. Anh ta bị đuổi khỏi trường vì tội giết Derrick Arden sau đó.

#### Ký túc xá Cú Lam Ngọc
Lawrence Bluewer (ロレンス・ブルーアー, Rorensu Burūā)
Lồng tiếng bởi: Junya Enoki
Trưởng nhà ký túc xá cú Cú lam ngọc (寮, Safaia Ōru Ryō), Lawrence Bluewer là một chàng trai trầm tính, lịch sự, thông minh và hiếu học. Giống như các trưởng nhà khác, anh coi trọng truyền thống hơn bất cứ điều gì khác và luôn thực thi các nội quy đối với học sinh trong trường. Anh tôn trọng Ciel, người được truyền cảm hứng để cống hiến hết mình cho giải đấu sau khi chứng kiến cậu tập luyện vào đêm khuya. Anh là con trai duy nhất trong gia đình có bảy chị em gái. Anh bị đuổi khỏi trường vì tội giết Derrick Arden sau đó.
Clayton (クレイトン, Kureiton)
Lồng tiếng bởi: Shōya Ishige
Clayton là thành viên của ký túc xá. Mặc dù có vẻ trịch thượng và hơi ranh ma nhưng anh rất nghiêm túc thực hiện trách nhiệm chân sai vặt của mình và khen ngợi những người xứng đáng. Anh là chân sai vặt của Bluewer và sau đó thay thế anh ta làm trưởng Ký túc xá Cú lam ngọc sau khi Bluewer bị đuổi học vì tội giết Derrick Arden.
McMillan (マクラミン, Makuramin)
Lồng tiếng bởi: Haruka Shiraishi
McMillan là một sinh viên năm nhất tốt bụng và thân thiện trong Ký túc xá và là người đầu tiên kết bạn với Ciel. Cậu ấy đóng vai trò như người cung cấp thông tin cho Ciel về các hoạt động của trường và học sinh.

#### Ký túc xá Cáo Đỏ
Edgar Redmond (エドガー・レドモンド, Edogā Redomondo)
Lồng tiếng bởi: Toshiki Watanabe
Trưởng phòng ký túc xá Cáo Đỏ (寮, Sukāretto Fokkusu Ryō) và cháu trai của Aleister Chamber, Edgar Redmond là một chàng trai trẻ thân thiện và thoải mái, có tài làm thơ. Mặc dù rất khoan dung đối với các quy tắc nhưng anh cũng giống như các trưởng nhà khác, coi trọng truyền thống hơn bất cứ điều gì khác. Là một người vui vẻ nhưng anh lại là một người đánh giá tính cách tồi tệ, một khuyết điểm mà mình thậm chí còn thừa nhận, vì anh không thể nhận ra hành vi bắt nạt các học sinh khác của Derrick và Cole. Anh dường như thực sự quan tâm đến những người bạn cùng ký túc xá của mình. Sau đó anh bị đuổi học vì tội giết Derrick Arden.
Maurice Cole (モーリス・コール, Mōrisu Kōru)
Lồng tiếng bởi: Shun Horie
Maurice Cole là chân sai vặt cũ của Redmond. Cậu ta là một kẻ lôi kéo, lén lút và vô cùng viển vông, thích bắt nạt người khác. Cậu đã lừa Ciel, người mà cậu ta coi là đối thủ để thu hút sự chú ý của Redmond, và nhận hình phạt vì hành vi bắt nạt và gian lận sau khi Ciel tìm thấy bằng chứng về điều đó.
Joanne Harcourt (ジョアンハーコート, Joan Hākōto)
Là một chàng trai trẻ ẻo lả và tốt bụng, người sau này thay thế Maurice Cole làm chân sai vặt của Redmond. Cậu rất kính trọng và tôn trọng Redmond, muốn hỗ trợ anh ta bằng mọi cách. Cậu ấy cũng có tài về cricket.
Derrick Arden (デリック・アーデン, Derikku Āden )
Derrick là con trai của anh họ Nữ hoàng Victoria, Công tước Clemens, và là sinh viên năm thứ năm tại Đại học Weston. Anh từng là chân sai vặt cũ của Redmond trước khi arc Trường nội trú xảy ra và được khen ngợi là một học sinh đáng ngưỡng mộ cũng như nhiều tài năng trong nhiều môn học khác nhau, chẳng hạn như thơ ca, cricket và thủ công. Tuy nhiên, anh đã bí mật bắt nạt học sinh và ăn cắp tác phẩm của họ cho riêng mình. Anh thực sự là một thanh niên ích kỷ, đáng hổ thẹn, đáng khinh và khi phát hiện ra bản chất thật, các trưởng nhà đã sát hại anh ta và sau đó lập một hợp đồng với Undertaker để hồi sinh thành thây ma, cùng với bốn người bạn của Derrick cũng là đồng phạm. Sau khi biết được sự thật của vụ việc, Ciel đã báo cáo những phát hiện của mình cho Nữ hoàng, người đã che đậy sự thật đằng sau cái chết của họ để tránh một vụ bê bối lớn.

#### Ký túc xá Sói Tím
Gregory Violet (グレゴリー・バイオレット, Guregorī Baioretto)
Lồng tiếng bởi: Tatsumaru Tachibana
Trưởng ký túc xá Sói Tím (寮, Vaioretto Urufu Ryō), Gregory Violet là một chàng trai dè dặt, u ám và rất lập dị, đồng thời là một họa sĩ xuất sắc. Anh rất bí ẩn và ít quan tâm đến bất cứ điều gì. Anh ấy, giống như các trưởng nhà khác, coi trọng truyền thống hơn bất cứ điều gì khác. Sau đó anh ta bị đuổi học vì tội giết Derrick Arden.
Cheslock (チェスロック, Chesurokku)
Lồng tiếng bởi: Kikunosuke Toya
Cheslock là một chàng trai trẻ đầy tính cạnh tranh, kiêu hãnh và hay nói xấu đến từ Ký túc xá Sói Tím. Cheslock là một thiên tài âm nhạc, người có thể chơi bất kỳ nhạc cụ nào ngay lập tức và anh coi thường các học sinh ở ký túc xá khác. Tuy vậy, anh quan tâm đến các học sinh trong ký túc xá của mình và tỏ ra là người đáng kính, tuyên bố rằng mình sẽ trả ơn Edward và các trưởng nhà khác theo cách nào đó sau khi họ giúp dập tắt ngọn lửa mà Ciel đã bí mật đốt vào ký túc xá của anh.

#### Nhân viên
Johann Agares (ヨハン・アガレス, Yohan Agaresu)
Lồng tiếng bởi: Show Hayami
Johann Agares nguyên là hiệu phó của trường Cao đẳng Weston. Anh là một người đàn ông khắc kỷ và thờ ơ, luôn thực hiện trách nhiệm hiệu phó của mình một cách nghiêm túc; tuy nhiên, người ta tiết lộ rằng anh ta không quan tâm đến nội quy của trường và bị Derrick Arden mua chuộc bằng rượu để che đậy hành vi sai trái của mình và bạn bè đối với các học sinh khác. Sau khi bị giết bởi các quận trưởng Edgar Redmond, Lawrence Bluewer, Herman Greenhill và Gregory Violet, anh ta được hồi sinh và biến thành Búp bê kỳ quái bởi Undertaker, người đang giữ chức hiệu trưởng tại trường cho đến khi danh tính của anh ta bị Ciel và Sebastian phát hiện. Theo Undertaker, Agares là Búp bê tiên tiến nhất của ông cho đến nay và như một con người sống.

#### Nhân vật chỉ có trong anime
Pluto (プルートゥ, Purūtu)
Lồng tiếng bởi: Takafumi Yamaguchi
Pluto là một con chó săn quỷ to lớn khủng bố thị trấn Houndsworth cho đến khi Sebastian thuần hóa nó (đực) và đưa về dinh thự Phantomhive. Nó có thể thở ra lửa, đi qua các rào cản và biến hình thành con người. Trong hình dạng con người, nó vẫn giữ hành vi giống chó. Mặc dù Sebastian ghét chó nhưng Pluto lại thích anh và chỉ nghe theo mệnh lệnh của Sebastian. Khi Ash lợi dụng nó để đốt dinh thự và đốt cháy London, Ciel đã ra lệnh cho các thành viên giết Pluto.
Angela Blanc (アンジェラ・ブラン, Anjera Buran ) / Ash Landers (アッシュ・ランダース, Asshu Randāsu)
Lồng tiếng bởi: Akiko Yajima , Satoshi Hino
Angela/Ash là một thiên thần phi nhị giới với hai nhân cách, ban đầu được giới thiệu là hai người tên là Angela và Ash. Angela được giới thiệu là một cô hầu gái bị chủ nhân của cô là lãnh chúa Henry Barrymore của Houndsworth đối xử tệ bạc. Finnian say mê vẻ đẹp và vẻ ngoài tốt bụng của cô cho đến khi cậu biết được tính cách thích thống trị của cô. Cô dường như có mong muốn được ở bên Sebastian. Khi nhân cách Angela nắm quyền kiểm soát, cô ta muốn anh công nhận cô là phụ nữ và có một vị trí bên cạnh mình trong nỗ lực thống trị thế giới. Ash được giới thiệu là quản gia của Nữ hoàng Victoria, người đã giao mọi yêu cầu của cô cho Ciel. Anh ta có liên hệ với tổ chức đã sát hại cha mẹ Ciel và anh có nỗi ám ảnh về việc thanh lọc những tâm hồn "ô uế" bằng những cảm xúc tiêu cực. Cuối cùng, anh rơi vào trạng thái mất trí, khiến Sebastian nhận xét rằng anh có thể là một thiên thần sa ngã. Anh đã bị giết bởi hình dạng thật của Sebastian. Anh ta chiến đấu bằng một thanh kiếm liễu (fencing), đủ mạnh để cắt xuyên thép.
Alois Trancy (アロイス・トランシー, Aroisu Toranshī)
Lồng tiếng bởi: Nana Mizuki
Bá tước Alois Trancy, còn được gọi là "Menino Aranha", tên thật là là Jim Macken (ジム・マッケン, Jimu Makken), là người đứng đầu gia đình Trancy. Mặc dù hành động như một đứa trẻ vô tư nhưng Alois lại rất bệnh hoạn, độc ác, lập dị, lôi kéo và hôi miệng. Giống như Ciel, cậu phải chịu đựng quá khứ bi thảm khi làm nô lệ và lập khế ước với ác quỷ Claude Faustus để trả thù cho cái chết của em trai Luka và ngôi làng bị tàn phá của mình. Dấu hiệu hợp đồng của Alois nằm trên lưỡi của cậu ta. Bị lừa dối bởi lời nói dối rằng Sebastian là người đã giết em trai mình và phá hủy ngôi làng, cậu ta đã dành cả thời gian để tìm kiếm Ciel nhằm khiến Sebastian đau khổ. Tuy nhiên, sau khi biết được sự thật về những gì đã xảy ra với Luka từ cô hầu gái quỷ Hannah, cậu đã hướng tình cảm của mình đến cô ấy và ngừng cố gắng giành được sự chấp thuận của Claude. Sau cùng, cậu lập một hợp đồng mới với Hannah và linh hồn của cậu đã bị cô ta hấp thụ sau khi ước nguyện biến Ciel thành một con quỷ để ngăn Sebastian hoặc Claude ăn Ciel được thực hiện.
Luka Macken (ルカマッケン, Ruka Makken)
Lồng tiếng bởi: Marina Inoue
Luka là em trai của Jim Macken. Khi Jim và Luka còn rất nhỏ, cha mẹ họ qua đời và họ bị làng tẩy chay, buộc họ phải ăn trộm để tồn tại. Luka yêu quý Jim và quan tâm đến cậu sâu sắc, không mong gì khác ngoài hạnh phúc của cậu ấy. Bất chấp những khó khăn của họ, Luka vẫn vui vẻ và tử tế với những người tử tế với mình. Khi người anh bày tỏ mong muốn trừng phạt những kẻ đã làm hại mình, Luka đã gặp ác quỷ Hannah Annafellows và lập một khế ước với cô để tiêu diệt ngôi làng và cư dân ở đó nhằm thực hiện tâm nguyện của anh trai mình, tha cho một người phụ nữ duy nhất tỏ ra quan tâm đến cậu khi đã bị bắt nạt. Sau khi ngôi làng bị thiêu rụi, Jim và Luka chia nhau đi thu thập những vật có giá trị của những cư dân đã khuất. Tuy nhiên, Luka đã đến gặp Hannah và trao linh hồn của mình cho cô, cảm ơn cô đã đáp ứng điều ước của cậu. Jim, người sau này đổi tên thành Alois Trancy, chưa bao giờ biết về hợp đồng của Luka với Hannah cho đến nhiều năm sau khi Hannah tiết lộ sự thật cho cậu ta.
Claude Faustus (クロード・フォースタス, Kurōdo Fōsutasu)
Lồng tiếng bởi: Takahiro Sakurai
Claude Faustus là quản gia quỷ của gia đình Trancy. Giống như Sebastian, anh ta làm mọi việc một cách hoàn hảo và dễ dàng, mặc dù theo một cách lập dị hơn. Bất chấp việc chủ nhân của mình, Alois Trancy, sở hữu một linh hồn hiếm có tương tự như của Ciel, Claude bị ám ảnh bởi linh hồn của Ciel và sau đó giết Alois để được tự do truy đuổi Ciel. Sau cuộc đấu tay đôi khốc liệt với Sebastian để giành lấy linh hồn của Ciel, anh bị giết nhưng thừa nhận rằng linh hồn của Alois thực sự xứng đáng.
Hannah Annafellows (ハンナ・アナフェローズ, Hanna Anaferōzu)
Lồng tiếng bởi: Aya Hirano
Hannah là hầu gái quỷ của Alois. Trong tập đầu tiên của mùa thứ hai, mắt trái của Hannah đã bị Alois khoét ra do cô nhìn thẳng vào cậu ta. Cô trầm tính và có vẻ rất sợ Alois vì cậu thường xuyên làm hại và làm nhục cô. Cô ấy rất giỏi chiến đấu và có thể rút vũ khí từ hư không và chính cô là vỏ của thanh kiếm huyền thoại Lævateinn. Bất chấp việc Alois đối xử ngược đãi cô, Hannah vẫn trung thành sâu sắc với Alois và quan tâm đến cậu. Gần cuối mùa thứ hai, Hannah tiết lộ rằng trước đây cô đã lập hợp đồng với Luka, em trai của Alois (người mà cô đã yêu trong thời gian ngắn bên nhau) và khi phát hiện ra điều đó, Alois đã chấp nhận tình yêu của Hannah và ngừng cố gắng nhận được sự thừa nhận từ Claude. Khi trận đấu giữa Sebastian với Claude kết thúc, Hannah đến gần xác chết của Claude và tuyên bố rằng Alois và Luka sẽ sống hạnh phúc ở thế giới bên kia cùng cô và Claude.
Thompson (トンプソン, Tonpuson), Timber (ティンバー, Tinbā) và Canterbury (カンタベリー, Kantaberī)
Lồng tiếng bởi: Kenichi Suzumura
Thompson (mái của anh ở giữa), Timber (mái của anh bên phải) và Canterbury (mái của anh bên trái) là bộ ba quỷ và là người hầu của Alois. Giống như Hannah, họ có vẻ sợ hãi Alois. Không giống như những người hầu của Phantomhive, họ rất thành thạo công việc của một người hầu. Mặc dù tuân theo Claude nhưng bộ ba vẫn là cấp dưới của Hannah. Trong suốt bộ phim, bộ ba vẫn im lặng, trò chuyện với người khác bằng cử chỉ và hình ảnh và với nhau bằng những lời thì thầm. Khi được Alois cho phép nói chuyện (tạm thời), họ tỏ ra cực kỳ thô lỗ và ba hoa khi bày tỏ quan điểm trung thực của mình.

## Truyền thông

### Manga
Kuroshitsuji được viết và minh họa bởi Toboso Yana. Loạt manga này ra mắt vào ngày 16 tháng 9 năm 2006 đăng trên tạp chí truyện tranh hàng tháng dành cho shōnen là Monthly GFantasy của Square Enix. Các chương trên tạp chí sau đó được Square Enix tập hợp thành các tankōbon. Tập đầu tiên phát hành vào ngày 27 tháng 2 năm 2007. TVM Comics đã đăng ký bản quyền để phát hành phiên bản tiếng Việt ở Việt Nam với tên Hắc Quản Gia, đã ngừng phát hành sau khi tạm ngừng hoạt động. Hiện tại, truyện đã được IPM đăng kí bản quyền và phát hành tại Việt Nam với tên Hắc quản gia. Yen Press đã đăng ký bản quyền phiên bản tiếng Anh của loạt manga để tiến hành phân phối tại thị trường bắc Mỹ, truyện được xuất bản lần đầu tiên trên tạp chí Yen Plus tháng 8 năm 2009 trong sự kiện kỷ niệm ngày ra đời của tạp chí. Và tập truyện phiên bản tiếng Anh đầu tiên đã được phát hành vào tháng 1 năm 2010. Nhà xuất bản Kana của Pháp đã đăng ký bản quyền xuất bản phiên bản tiếng Pháp với nhãn hiệu Dark Kana và đã phát hành tập đầu tiên vào tháng 11 năm 2009. Phiên bản tiếng Đức được đăng ký bản quyền bởi Carlsen Comics. Phiên bản tiếng Ý được đăng ký bản quyền bởi Planet Manga năm 2010.

### Drama CD
Vào ngày 10 tháng 8 năm 2007 một đĩa drama CD đã được phát hành bởi Frontier Works. Nó có sự xuất hiện của nhiều nhân vật trong tập 1 và 2 của manga. Đĩa drama CD thứ hai đã phát hành vào ngày 26 tháng 11 năm 2008 dưới nhãn hiệu Aniplex. Ngoài ra còn có các drama CD được thực hiện để đính kèm với các hộp phiên bản BD giới hạn của các bộ anime.

### Anime
Kuroshitsuji đã chuyển thể thành anime bởi A-1 Pictures và đã phát sóng trên kênh Tokyo Broadcasting System (TBS) cùng kênh Mainichi Broadcasting System (MBS) từ ngày 02 tháng 10 năm 2008 đến ngày 26 tháng 3 năm 2009. Vào tháng 1 năm 2009 bản DVD giới hạn chứa tập đầu của bộ anime đã dược phát hành bởi Aniplex. Funimation Entertainment đã đăng ký bản quyền phát hành phiên bản tiếng Anh cho bộ anime thứ nhất để tiến hành phân phối tại thị trường Bắc Mỹ.
Bộ anime thứ hai mang tên Kuroshitsuji II cũng đã được A-1 Pictures thực hiện và phát sóng tại Nhật Bản từ ngày 01 tháng 7 đến ngày 17 tháng 9 năm 2010 trên hai kênh TBS và MBS với 12 tập. Funimation Entertainment tại sự kiện Anime Expo 2010 cũng đã tuyên bố sẽ phân phối bộ anime này.
A-1 Pictures đã thực hiện bộ anime thứ ba có tên Kuroshitsuji Book of Circus và lên kế hoạch phát sóng vào ngày 10 tháng 7 năm 2014. Và dự tính sẽ phát hành thêm một tập OVA có tên Kuroshitsuji Book of Murder sau đó.
Tại Anime Expo 2023, Crunchyroll thông báo rằng mùa thứ tư đang được sản xuất. Với tựa đề Kuroshitsuji: Public School Arc, phim sẽ do Kenjirou Okada đạo diễn và CloverWorks sản xuất, với Hiroyuki Yoshino phụ trách dàn dựng loạt phim, Yumi Shimizu thiết kế nhân vật và Ryo Kawasaki soạn nhạc. Anime được công chiếu vào ngày 13 tháng 4 năm 2024, trên Tokyo MX và các kênh khác. Muse Communications đã cấp phép cho anime ở Châu Á-Thái Bình Dương.

### Live-action
Một bộ phim do người đóng đã được thực hiện với sự đồng ý của tác giả Yana Toboso. Đây có thể xem là một ngoại truyện so với tác phẩm ban đầu lấy bối cảnh năm 2020 tức 130 năm sau cốt truyện của bản gốc. Phim đã công chiếu tại các rạp ở Nhật Bản vào ngày 18 tháng 1 năm 2014.

### Trò chơi điện tử
Một trò chơi điện tử trên hệ Nintendo DS có tên Black Butler: Phantom & Ghost do hãng Square Enix phát triển. Trò chơi được phát hành với hai phiên bản, một phiên bản giới hạn mắc hơn nhưng có thêm nhiều vật đính kèm và một phiên bản bình thường chỉ có trò chơi.

### Sách
Vào ngày 27 tháng 2 năm 2008 cuốn sách mang tựa Kuroshitsujidffsadide "Sono Shitsuji, Shūgō" (黒執事 キャラクターガイド ｢その執事、集合｣) đã được phát hành. Một tuyển tập các mẫu truyện có tên Nijishitsuji (虹執事) đã được phát hành vào ngày 27 tháng 3 năm 2009.

### Âm nhạc
Bộ anime thứ nhất có ba bài hát chủ đề, một mở đầu và hai kết thúc. Bài hát mở đầu có tên Monochrome no Kiss (モノクロのキス) do SID trình bày, đĩa đơn chứa bài hát đã phát hành vào ngày 29 tháng 10 năm 2008. Bài hát kết thúc thứ nhất có tên I'm ALIVE! do BECCA trình bày, đĩa đơn chứa bài hát đã phát hành vào ngày 22 tháng 10 năm 2008. Bài hát kết thúc thứ hai có tên Lacrimosa do Kalafina trình bày, đĩa đơn chứa bài hát đã phát hành vào ngày 04 tháng 3 năm 2009 với hai phiên bản giới hạn vào bình thường, phiên bản giới hạn có đính kèm một đĩa chứa đoạn phim trình bày nhạc phẩm. Album chứa các bản nhạc dùng trong bộ anime đã phát hành vào ngày 26 tháng 8 năm 2009. Một đĩa đơn chứa các bài hát do nhân vật Sebastian trình bày đã phát hành vào ngày 24 tháng 12 năm 2008.
| Monochrome no Kiss (モノクロのキス) | Monochrome no Kiss (モノクロのキス)                                                           | Monochrome no Kiss (モノクロのキス) |
| STT                                 | Nhan đề                                                                                       | Thời lượng                          |
| ----------------------------------- | --------------------------------------------------------------------------------------------- | ----------------------------------- |
| 1.                                  | "Monochrome no Kiss (モノクロのキス)"                                                         | 4:00                                |
| 2.                                  | "season"                                                                                      | 4:25                                |
| 3.                                  | "and boyfriend (Live at Yoyogi Daiichi Taiikukan) (and boyfriend (Live at 代々木第一体育館))" | 4:16                                |
| Tổng thời lượng:                    | Tổng thời lượng:                                                                              | 12:41                               |

| I'm ALIVE!       | I'm ALIVE!                    | I'm ALIVE! |
| STT              | Nhan đề                       | Thời lượng |
| ---------------- | ----------------------------- | ---------- |
| 1.               | "I'm ALIVE!"                  | 3:14       |
| 2.               | "ALONE"                       | 3:36       |
| 3.               | "I'm ALIVE! (Animation Size)" | 1:33       |
| 4.               | "I'm ALIVE! (KARAOKE)"        | 3:11       |
| Tổng thời lượng: | Tổng thời lượng:              | 11:34      |

| Lacrimosa        | Lacrimosa                    | Lacrimosa  |
| STT              | Nhan đề                      | Thời lượng |
| ---------------- | ---------------------------- | ---------- |
| 1.               | "Lacrimosa"                  | 4:14       |
| 2.               | "Gloria"                     | 3:45       |
| 3.               | "Lacrimosa ～Instrumental～" | 4:13       |
| Tổng thời lượng: | Tổng thời lượng:             | 12:12      |

| Kuroshitsuji Sound Complete Black Box (黒執事 サウンドコンプリート Black Box) | Kuroshitsuji Sound Complete Black Box (黒執事 サウンドコンプリート Black Box)                                                                      | Kuroshitsuji Sound Complete Black Box (黒執事 サウンドコンプリート Black Box) |
| STT                                                                           | Nhan đề | Thời lượng                                                                    |
| ----------------------------------------------------------------------------- | --- | ----------------------------------------------------------------------------- |
| 1.                                                                            | "Nigram Clavem" | 1:31                                                                          |
| 2.                                                                            | "Prologue" | 0:10                                                                          |
| 3.                                                                            | "Bocchan ni Koucha to Scone wo (坊ちゃんに紅茶とスコーンを)"                                                                                       | 2:47                                                                          |
| 4.                                                                            | "Die Hasen!" | 2:28                                                                          |
| 5.                                                                            | "La gardenia" | 3:24                                                                          |
| 6.                                                                            | "Shitsuji taru Mono (執事たるもの)" | 2:37                                                                          |
| 7.                                                                            | "Urashakai no Chitsujo (裏社会の秩序)" | 2:59                                                                          |
| 8.                                                                            | "The butler" | 3:25                                                                          |
| 9.                                                                            | "Coffin man" | 3:08                                                                          |
| 10.                                                                           | "The Dark Crow Smiles" | 5:24                                                                          |
| 11.                                                                           | "Ciel" | 2:19                                                                          |
| 12.                                                                           | "Faint smile" | 3:24                                                                          |
| 13.                                                                           | "Jazzin'" | 2:35                                                                          |
| 14.                                                                           | "di"a"vertiment" | 2:42                                                                          |
| 15.                                                                           | "Home Again" | 3:32                                                                          |
| 16.                                                                           | "Eikoku no Yami (英国の闇)" | 2:50                                                                          |
| 17.                                                                           | "Nido to Modoranai Taisetsu na... (二度と戻らない大切な...)"                                                                                       | 3:01                                                                          |
| 18.                                                                           | "Oute wo (王手を)" | 2:47                                                                          |
| 19.                                                                           | "Wie schon!" | 2:49                                                                          |
| 20.                                                                           | "Madame・Red no Omoide ni ~ 1 Lady・Red (マダム・レッドの思い出に～1レディ・レッド)"                                                               | 2:41                                                                          |
| 21.                                                                           | "Madame・Red no Omoide ni ~ 2 Licorice no Iro (マダム・レッドの思い出に～2リコリスの色)"                                                           | 2:02                                                                          |
| 22.                                                                           | "a diabolic waltz" | 3:11                                                                          |
| 23.                                                                           | "Intermission:Sebastian Michaelis Version" | 0:09                                                                          |
| 24.                                                                           | "Intermission:Ciel Phantomhive Version" | 0:10                                                                          |
| 25.                                                                           | "Si deus me relinquit" | 6:56                                                                          |
| 26.                                                                           | "Ningyou no Kan (人形の館)" | 1:42                                                                          |
| 27.                                                                           | "Lizzie (リジー)" | 2:54                                                                          |
| 28.                                                                           | "The Stranger from India" | 2:48                                                                          |
| 29.                                                                           | "Jo・Agya (ジョー・アーギャー)" | 2:47                                                                          |
| 30.                                                                           | ""Kami" ni Tsukaeshi Mono ("神"に仕えし者)" | 3:09                                                                          |
| 31.                                                                           | "rudra" | 2:41                                                                          |
| 32.                                                                           | "The right hand of God" | 3:07                                                                          |
| 33.                                                                           | "small wild flower" | 2:30                                                                          |
| 34.                                                                           | "Ich bin der Welt abhanden gekommen" | 3:58                                                                          |
| 35.                                                                           | "Never More" | 3:29                                                                          |
| 36.                                                                           | "Hokoritakaki Joou no Inu (誇り高き女王の狗)" | 2:58                                                                          |
| 37.                                                                           | "The Dark Crow Smiles [remix]" | 4:03                                                                          |
| 38.                                                                           | "Call thy name,"Stella Mystica"" | 3:53                                                                          |
| 39.                                                                           | "A Gleam in the distance" | 5:10                                                                          |
| 40.                                                                           | "Monokuro no Kiss (モノクロのキス)" | 3:59                                                                          |
| 41.                                                                           | "I'm ALIVE!" | 3:14                                                                          |
| 42.                                                                           | "Lacrimosa" | 4:14                                                                          |
| 43.                                                                           | "Anata no Koe ga Iroaseyou tomo, Meiyaku no Uta ga Sono Mune ni Todokimasu you ni. (貴方の声が色褪せようとも、盟約の歌がその胸に届きますように。)" | 4:27                                                                          |
| 44.                                                                           | "Tsuki no Ame (月の雨)" | 5:10                                                                          |
| Tổng thời lượng:                                                              | Tổng thời lượng: | 2:15:14                                                                       |

| Sono Shitsuji, Kashou (その執事、歌唱) | Sono Shitsuji, Kashou (その執事、歌唱) | Sono Shitsuji, Kashou (その執事、歌唱) |
| STT                                    | Nhan đề | Thời lượng                             |
| -------------------------------------- | --- | -------------------------------------- |
| 1.                                     | "Anata no Koe ga Iroaseyou tomo, Meiyaku no Uta ga Sono Mune ni Todokimasu you ni. (貴方の声が色褪せようとも、盟約の歌がその胸に届きますように。)"                                         | 4:28                                   |
| 2.                                     | "Tsuki no Ame (月の雨)" | 5:13                                   |
| 3.                                     | "Anata no Koe ga Iroaseyou tomo, Meiyaku no Uta ga Sono Mune ni Todokimasu you ni. (Off Vocal Version) (貴方の声が色褪せようとも、盟約の歌がその胸に届きますように。 (Off Vocal Version))" | 4:28                                   |
| 4.                                     | "Tsuki no Ame (Off Vocal Version) (月の雨 (Off Vocal Version))" | 5:11                                   |
| Tổng thời lượng:                       | Tổng thời lượng: | 19:20                                  |

Bộ anime thứ hai có ba bài hát chủ đề, một mở đầu và hai kết thúc. Bài hát mở đầu có tên SHIVER do GazettE trình bày, đĩa đơn chứa bài hát đã phát hành vào ngày 21 tháng 7 năm 2010 với hai phiên bản giới hạn bình thường, có hai phiên bản giới hạn đều có đĩa đính kèm chứa đoạn phim trình bày nhạc phẩm nhưng khác ở bài hát chứa trong nó. Bài hát kết thúc thứ nhất có tên Bird do Matsushita Yuya trình bày, đĩa đơn chứa bài hát đã phát hành vào ngày 25 tháng 8 năm 2010, cũng với hai bản giới hạn và bình thường cũng như có hai phiên bản giới hạn. Bài hát kết thúc thứ hai là bài Kagayaku Sora no Shijima ni wa (輝く空の静寂には) do Kalafina trình bày, đĩa đơn chứa bài hát đã phát hành vào ngày 15 tháng 9 năm 2010, với hai phiên bản giới hạn và bình thường, phiên bản giới hạn có đính kèm một đĩa chứa đoạn phim trình bày nhạc phẩm. Album chứa các bản nhạc dùng trong bộ anime đã phát hành vào ngày 22 tháng 12 năm 2010.
Một bộ gồm 10 đĩa đơn chứa các bài hát do các nhân vật trình bày đã phát hành từ ngày 25 tháng 8 đến ngày 27 tháng 10 năm 2010. Các bản nhạc trong bộ anime cũng được phát hành trong hai đĩa đính kèm trong hai phiên bản giới hạn đầu khi phát hành các BD của bộ anime, các hộp BD phiên bản giới hạn còn lại thì đính kèm đĩa chứa các đoạn drama. Album chứa các bài hát do các nhân vật trình bày đã được phát hành như đĩa đính kèm bộ hộp BD giới hiệu chứa cả hai bộ anime cùng OVA phát hành vào ngày 07 tháng 5 năm 2014.
| SHIVER -Optical Impression- | SHIVER -Optical Impression- | SHIVER -Optical Impression- |
| STT                         | Nhan đề                     | Thời lượng                  |
| --------------------------- | --------------------------- | --------------------------- |
| 1.                          | "SHIVER"                    | 4:10                        |
| 2.                          | "HESITATING MEANS DEATH"    | 3:57                        |
| Tổng thời lượng:            | Tổng thời lượng:            | 8:07                        |

| SHIVER -Optical Impression- | SHIVER -Optical Impression- | SHIVER -Optical Impression- |
| STT                         | Nhan đề                     | Thời lượng                  |
| --------------------------- | --------------------------- | --------------------------- |
| 1.                          | "SHIVER"                    | 4:11                        |
| 2.                          | "SHIVER (TV version)"       | 1:30                        |
| Tổng thời lượng:            | Tổng thời lượng:            | 5:41                        |

| SHIVER -Auditory Impression- | SHIVER -Auditory Impression- | SHIVER -Auditory Impression- |
| STT                          | Nhan đề                      | Thời lượng                   |
| ---------------------------- | ---------------------------- | ---------------------------- |
| 1.                           | "SHIVER"                     | 4:10                         |
| 2.                           | "HESITATING MEANS DEATH"     | 3:57                         |
| 3.                           | "Naraku (奈落)"              | 4:16                         |
| Tổng thời lượng:             | Tổng thời lượng:             | 12:23                        |

| Bird/4 Seasons   | Bird/4 Seasons   | Bird/4 Seasons |
| STT              | Nhan đề          | Thời lượng     |
| ---------------- | ---------------- | -------------- |
| 1.               | "Bird"           | 5:40           |
| 2.               | "4 Seasons"      | 5:16           |
| 3.               | "L.o.L."         | 4:23           |
| Tổng thời lượng: | Tổng thời lượng: | 15:19          |

| Bird/4 Seasons   | Bird/4 Seasons        | Bird/4 Seasons |
| STT              | Nhan đề               | Thời lượng     |
| ---------------- | --------------------- | -------------- |
| 1.               | "Bird"                | 5:40           |
| 2.               | "4 Seasons"           | 5:16           |
| 3.               | "Bird (TV SIZE)"      | 1:31           |
| 4.               | "Bird (Instrumental)" | 5:38           |
| Tổng thời lượng: | Tổng thời lượng:      | 18:05          |

| Kagayaku Sora no Shijima ni wa (輝く空の静寂には) | Kagayaku Sora no Shijima ni wa (輝く空の静寂には)                                   | Kagayaku Sora no Shijima ni wa (輝く空の静寂には) |
| STT                                               | Nhan đề                                                                             | Thời lượng                                        |
| ------------------------------------------------- | ----------------------------------------------------------------------------------- | ------------------------------------------------- |
| 1.                                                | "Kagayaku Sora no Shijima ni wa (輝く空の静寂には)"                                 | 4:13                                              |
| 2.                                                | "adore"                                                                             | 5:16                                              |
| 3.                                                | "Kagayaku Sora no Shijima ni wa ~Instrumental~ (輝く空の静寂には ～Instrumental～)" | 4:12                                              |
| Tổng thời lượng:                                  | Tổng thời lượng:                                                                    | 13:41                                             |

| TV Animation Kuroshitsuji 2 Original Soundtrack (TVアニメーション 黒執事2 オリジナル サウンドトラック) | TV Animation Kuroshitsuji 2 Original Soundtrack (TVアニメーション 黒執事2 オリジナル サウンドトラック) | TV Animation Kuroshitsuji 2 Original Soundtrack (TVアニメーション 黒執事2 オリジナル サウンドトラック) |
| STT | Nhan đề                                                                                                | Thời lượng                                                                                             |
| --- | --- | --- |
| 1. | "Cena d'amore"                                                                                         | 4:16                                                                                                   |
| 2. | "Yokubou no Ito (欲望の糸)"                                                                            | 2:28                                                                                                   |
| 3. | "The Butler Of Trancy's"                                                                               | 2:48                                                                                                   |
| 4. | "Critical Phase"                                                                                       | 2:34                                                                                                   |
| 5. | "A Spider's Thread"                                                                                    | 2:45                                                                                                   |
| 6. | "Little Lady 2"                                                                                        | 2:26                                                                                                   |
| 7. | "Kyoukujou no Warai wo (極上の笑いを)"                                                                 | 2:24                                                                                                   |
| 8. | "Shiyounin Tarumono (使用人たるもの)"                                                                  | 2:38                                                                                                   |
| 9. | "Peculiar Fellows"                                                                                     | 2:21                                                                                                   |
| 10. | "A Watchdog's Investigation"                                                                           | 2:01                                                                                                   |
| 11. | "Tornado nero"                                                                                         | 3:31                                                                                                   |
| 12. | "Fragile Mind"                                                                                         | 3:42                                                                                                   |
| 13. | "Kikiteki Full Course (危機的フルコース)"                                                              | 2:04                                                                                                   |
| 14. | "Bloody Vow"                                                                                           | 2:48                                                                                                   |
| 15. | "Cruelly Eyes"                                                                                         | 2:14                                                                                                   |
| 16. | "Joou no Kumo (女王の蜘蛛)"                                                                            | 2:52                                                                                                   |
| 17. | "Triplets Devil"                                                                                       | 2:16                                                                                                   |
| 18. | "Black Butlers"                                                                                        | 3:05                                                                                                   |
| 19. | "Armonica"                                                                                             | 1:56                                                                                                   |
| 20. | "Akuma no Ken wo Osameru Saya (悪魔の剣を納める鞘)"                                                    | 3:50                                                                                                   |
| 21. | "The Slightly Chipped Full Moon"                                                                       | 3:44                                                                                                   |
| 22. | "SHIVER (TV size)"                                                                                     | 1:33                                                                                                   |
| 23. | "Kagayaku Sora no Seijaku ni wa (TV size) (輝く空の静寂には (TV size))"                                | 1:32                                                                                                   |
| 24. | "Bird (TV size)"                                                                                       | 1:30                                                                                                   |
| Tổng thời lượng:                                                                                       | Tổng thời lượng:                                                                                       | 1:03:18                                                                                                |

| Kuroshitsuji 2 Character Song 01 Sebastian Michaelis (Ono Daisuke) (黒執事2 キャラクターソング 01 「黒執事、熱唱」 セバスチャン・ミカエリス (小野大輔)) | Kuroshitsuji 2 Character Song 01 Sebastian Michaelis (Ono Daisuke) (黒執事2 キャラクターソング 01 「黒執事、熱唱」 セバスチャン・ミカエリス (小野大輔)) | Kuroshitsuji 2 Character Song 01 Sebastian Michaelis (Ono Daisuke) (黒執事2 キャラクターソング 01 「黒執事、熱唱」 セバスチャン・ミカエリス (小野大輔)) |
| STT | Nhan đề | Thời lượng |
| --- | --- | --- |
| 1. | "You will rule the world" | 4:52 |
| 2. | "Aru Shitsuji no Nichijou (ある執事の日常)" | 4:55 |
| 3. | "You will rule the world (Off Vocal Version)" | 4:52 |
| 4. | "Aru Shitsuji no Nichijou (Off Vocal Version) (ある執事の日常 (Off Vocal Version))"                                                                     | 4:51 |
| Tổng thời lượng: | Tổng thời lượng: | 19:30 |

| Kuroshitsuji 2 Character Song 02 Finnian (Kaji Yuki) (黒執事2 キャラクターソング 02「駄庭師、楽唱」 フィニアン(梶裕貴)) | Kuroshitsuji 2 Character Song 02 Finnian (Kaji Yuki) (黒執事2 キャラクターソング 02「駄庭師、楽唱」 フィニアン(梶裕貴)) | Kuroshitsuji 2 Character Song 02 Finnian (Kaji Yuki) (黒執事2 キャラクターソング 02「駄庭師、楽唱」 フィニアン(梶裕貴)) |
| STT | Nhan đề | Thời lượng |
| --- | --- | --- |
| 1. | "Kanzen Muketsu Chouzetsu Gikou Niwashi (完全無欠超絶技巧庭師)"                                                         | 3:32 |
| 2. | "Mirai no Omoide (未来の想い出)"                                                                                        | 4:52 |
| 3. | "Kanzen Muketsu Chouzetsu Gikou Niwashi (Off Vocal Version) (完全無欠超絶技巧庭師 (Off Vocal Version))"                 | 3:32 |
| 4. | "Mirai no Omoide (未来の想い出 (Off Vocal Version))"                                                                    | 4:49 |
| Tổng thời lượng: | Tổng thời lượng: | 16:45 |

| Kuroshitsuji 2 Character Song 03 Grell Sutcliff (Fukuyama Jun) (黒執事2 キャラクターソング 03「赤執事、紅唱」グレル・サトクリフ(福山潤)) | Kuroshitsuji 2 Character Song 03 Grell Sutcliff (Fukuyama Jun) (黒執事2 キャラクターソング 03「赤執事、紅唱」グレル・サトクリフ(福山潤)) | Kuroshitsuji 2 Character Song 03 Grell Sutcliff (Fukuyama Jun) (黒執事2 キャラクターソング 03「赤執事、紅唱」グレル・サトクリフ(福山潤)) |
| STT | Nhan đề | Thời lượng |
| --- | --- | --- |
| 1. | "Shinku (深紅)" | 3:42 |
| 2. | "Kill★in the Heaven" | 3:46 |
| 3. | "Shinku (Off Vocal Version) (深紅 (Off Vocal Version))"                                                                                  | 3:42 |
| 4. | "Kill★in the Heaven (Off Vocal Version)"                                                                                                 | 3:44 |
| Tổng thời lượng: | Tổng thời lượng: | 14:54 |

| Kuroshitsuji 2 Character Song 04 William T.Spears (Sugiyama Noriaki) (黒執事2 キャラクターソング 04「堅死神、独唱」ウィリアム・T・スピアーズ(杉山紀彰)) | Kuroshitsuji 2 Character Song 04 William T.Spears (Sugiyama Noriaki) (黒執事2 キャラクターソング 04「堅死神、独唱」ウィリアム・T・スピアーズ(杉山紀彰)) | Kuroshitsuji 2 Character Song 04 William T.Spears (Sugiyama Noriaki) (黒執事2 キャラクターソング 04「堅死神、独唱」ウィリアム・T・スピアーズ(杉山紀彰)) |
| STT | Nhan đề | Thời lượng |
| --- | --- | --- |
| 1. | "Shinigami no Kintai Kanri (死神の勤怠管理)" | 4:26 |
| 2. | "Kairitsu no Dorei (戒律の奴隷)" | 4:54 |
| 3. | "Shinigami no Kintai Kanri (Off Vocal Version) (死神の勤怠管理 (Off Vocal Version))"                                                                    | 4:26 |
| 4. | "Kairitsu no Dorei (Off Vocal Version) (戒律の奴隷 (Off Vocal Version))"                                                                                | 4:51 |
| Tổng thời lượng: | Tổng thời lượng: | 18:37 |

| Kuroshitsuji 2 Character Song 05 Lau (Yusa Koji) (黒執事2 キャラクターソング 05「放蕩人、朗唱」劉(遊佐浩二)) | Kuroshitsuji 2 Character Song 05 Lau (Yusa Koji) (黒執事2 キャラクターソング 05「放蕩人、朗唱」劉(遊佐浩二)) | Kuroshitsuji 2 Character Song 05 Lau (Yusa Koji) (黒執事2 キャラクターソング 05「放蕩人、朗唱」劉(遊佐浩二)) |
| STT | Nhan đề | Thời lượng                                                                                                   |
| --- | --- | --- |
| 1. | "Kami Tomi Yume (SHAMPOO DREAM) (上富夢(SHAMPOO DREAM))"                                                     | 4:03 |
| 2. | "Addictive World"                                                                                            | 4:18 |
| 3. | "Kami Tomi Yume (SHAMPOO DREAM) (Off Vocal Version) (上富夢(SHAMPOO DREAM) (Off Vocal Version))"             | 4:03 |
| 4. | "Addictive World (Off Vocal Version)"                                                                        | 4:16 |
| Tổng thời lượng:                                                                                             | Tổng thời lượng:                                                                                             | 16:40 |

| Kuroshitsuji 2 Character Song 06 Undertaker (Suwabe Junichi) (黒執事2 キャラクターソング 06「葬儀屋、笑唱」葬儀屋(諏訪部順一)) | Kuroshitsuji 2 Character Song 06 Undertaker (Suwabe Junichi) (黒執事2 キャラクターソング 06「葬儀屋、笑唱」葬儀屋(諏訪部順一)) | Kuroshitsuji 2 Character Song 06 Undertaker (Suwabe Junichi) (黒執事2 キャラクターソング 06「葬儀屋、笑唱」葬儀屋(諏訪部順一)) |
| STT | Nhan đề | Thời lượng |
| --- | --- | --- |
| 1. | "Daisougikyoku (大葬戯曲)" | 3:09 |
| 2. | "Youkoso Undertaker he (ようこそ葬儀屋へ)"                                                                                     | 4:40 |
| 3. | "Daisougikyoku (Off Vocal Version) (大葬戯曲 (Off Vocal Version))"                                                             | 3:09 |
| 4. | "Youkoso Undertaker he (Off Vocal Version) (ようこそ葬儀屋へ (Off Vocal Version))"                                             | 4:36 |
| Tổng thời lượng: | Tổng thời lượng: | 15:34 |

| Kuroshitsuji 2 Character Song 07 Agni (Yasumoto Hiroki) (黒執事2 キャラクターソング 07「黄執事、低唱」アグニ(安元洋貴)) | Kuroshitsuji 2 Character Song 07 Agni (Yasumoto Hiroki) (黒執事2 キャラクターソング 07「黄執事、低唱」アグニ(安元洋貴))    | Kuroshitsuji 2 Character Song 07 Agni (Yasumoto Hiroki) (黒執事2 キャラクターソング 07「黄執事、低唱」アグニ(安元洋貴)) |
| STT | Nhan đề | Thời lượng |
| --- | --- | --- |
| 1. | "Kami no Migite no Theme ~Chicken Curry Hen~ (神の右手のテーマ～チキンカリー篇～)"                                         | 4:38 |
| 2. | "Futari no Harmony Agni side (二人のハーモニー Agni side)"                                                                 | 4:58 |
| 3. | "Kami no Migite no Theme ~Chicken Curry Hen~ (Off Vocal Version) (神の右手のテーマ～チキンカリー篇～ (Off Vocal Version))" | 4:38 |
| 4. | "Futari no Harmony Agni side (Off Vocal Version) (二人のハーモニー Agni side (Off Vocal Version))"                         | 4:55 |
| Tổng thời lượng: | Tổng thời lượng: | 19:09 |

| Kuroshitsuji 2 Character Song 08 Soma Asman Kadar (Tachibana Shinnosuke) (黒執事2 キャラクターソング 08「王子様、高唱」ソーマ・アスマン・カダール(立花慎之介)) | Kuroshitsuji 2 Character Song 08 Soma Asman Kadar (Tachibana Shinnosuke) (黒執事2 キャラクターソング 08「王子様、高唱」ソーマ・アスマン・カダール(立花慎之介)) | Kuroshitsuji 2 Character Song 08 Soma Asman Kadar (Tachibana Shinnosuke) (黒執事2 キャラクターソング 08「王子様、高唱」ソーマ・アスマン・カダール(立花慎之介)) |
| STT | Nhan đề | Thời lượng |
| --- | --- | --- |
| 1. | "Ouji no Hinkaku (王子の品格)" | 4:44 |
| 2. | "Futari no Harmony Soma side (二人のハーモニー Soma side)" | 4:59 |
| 3. | "Ouji no Hinkaku (Off Vocal Version) (王子の品格 (Off Vocal Version))"                                                                                         | 4:44 |
| 4. | "Futari no Harmony Soma side (Off Vocal Version) (二人のハーモニー Soma side (Off Vocal Version))"                                                             | 4:55 |
| Tổng thời lượng: | Tổng thời lượng: | 19:22 |

| Kuroshitsuji 2 Character Song 09 Viscount Druitt (Suzuki Tatsuhisa) (黒執事2 キャラクターソング 09「堕子爵、美唱」ドルイット子爵(鈴木達央)) | Kuroshitsuji 2 Character Song 09 Viscount Druitt (Suzuki Tatsuhisa) (黒執事2 キャラクターソング 09「堕子爵、美唱」ドルイット子爵(鈴木達央)) | Kuroshitsuji 2 Character Song 09 Viscount Druitt (Suzuki Tatsuhisa) (黒執事2 キャラクターソング 09「堕子爵、美唱」ドルイット子爵(鈴木達央)) |
| STT | Nhan đề | Thời lượng |
| --- | --- | --- |
| 1. | "Haitoku Wonderland (背徳ワンダーランド)"                                                                                                   | 4:43 |
| 2. | "Jinsei ni ha ai to Kanade to, Koukai to (人生には愛と奏でと、航海と)"                                                                      | 3:03 |
| 3. | "Haitoku Wonderland (Off Vocal Version) (背徳ワンダーランド (Off Vocal Version))"                                                           | 4:43 |
| 4. | "Jinsei ni ha ai to Kanade to, Koukai to (Off Vocal Version) (人生には愛と奏でと、航海と (Off Vocal Version))"                              | 3:00 |
| Tổng thời lượng: | Tổng thời lượng: | 15:29 |

| Kuroshitsuji 2 Character Song 10 Ronald Knox (Kenn) (黒執事2 キャラクターソング 10「新死神、軽唱」ロナルド・ノックス(KENN)) | Kuroshitsuji 2 Character Song 10 Ronald Knox (Kenn) (黒執事2 キャラクターソング 10「新死神、軽唱」ロナルド・ノックス(KENN)) | Kuroshitsuji 2 Character Song 10 Ronald Knox (Kenn) (黒執事2 キャラクターソング 10「新死神、軽唱」ロナルド・ノックス(KENN)) |
| STT | Nhan đề | Thời lượng |
| --- | --- | --- |
| 1. | "LIBERTY★PARTY" | 4:49 |
| 2. | "Kudoki Monku ja Nakute (口説き文句じゃなくて)"                                                                             | 2:52 |
| 3. | "LIBERTY★PARTY (Off Vocal Version)"                                                                                         | 4:49 |
| 4. | "Kudoki Monku ja Nakute (Off Vocal Version) (口説き文句じゃなくて (Off Vocal Version))"                                     | 2:49 |
| Tổng thời lượng: | Tổng thời lượng: | 15:19 |

| Kuroshitsuji 2 Tokuten CD "Black Sound Selection 01" (黒執事II 特典CD「Black Sound Selection 01」) | Kuroshitsuji 2 Tokuten CD "Black Sound Selection 01" (黒執事II 特典CD「Black Sound Selection 01」) | Kuroshitsuji 2 Tokuten CD "Black Sound Selection 01" (黒執事II 特典CD「Black Sound Selection 01」) |
| STT                                                                                                | Nhan đề                                                                                            | Thời lượng                                                                                         |
| -------------------------------------------------------------------------------------------------- | -------------------------------------------------------------------------------------------------- | -------------------------------------------------------------------------------------------------- |
| 1.                                                                                                 | "The Slightly Chipped Full Moon"                                                                   | 3:41                                                                                               |
| 2.                                                                                                 | "A Watchdog's Investigation"                                                                       | 2:00                                                                                               |
| 3.                                                                                                 | "Made by 3seconds"                                                                                 | 1:43                                                                                               |
| 4.                                                                                                 | "Fabulous Treatment"                                                                               | 2:52                                                                                               |
| 5.                                                                                                 | "Higeki no Makuake (悲劇の幕開け)"                                                                 | 0:59                                                                                               |
| 6.                                                                                                 | "Kurutta Honoo (狂った炎)"                                                                         | 1:22                                                                                               |
| 7.                                                                                                 | "DIE・Enjou・DEATH !! (DIE・炎上・DEATH!!)"                                                        | 1:52                                                                                               |
| 8.                                                                                                 | "Kikiteki Furukousu (危機的フルコース)"                                                            | 2:04                                                                                               |
| 9.                                                                                                 | "Little Lady (1)"                                                                                  | 3:01                                                                                               |
| 10.                                                                                                | "Little Lady (2)"                                                                                  | 2:24                                                                                               |
| Tổng thời lượng:                                                                                   | Tổng thời lượng:                                                                                   | 21:58                                                                                              |

| Kuroshitsuji 2 Tokuten CD "Black Sound Selection 02" (黒執事II 特典CD「Black Sound Selection 02」) | Kuroshitsuji 2 Tokuten CD "Black Sound Selection 02" (黒執事II 特典CD「Black Sound Selection 02」) | Kuroshitsuji 2 Tokuten CD "Black Sound Selection 02" (黒執事II 特典CD「Black Sound Selection 02」) |
| STT                                                                                                | Nhan đề                                                                                            | Thời lượng                                                                                         |
| -------------------------------------------------------------------------------------------------- | -------------------------------------------------------------------------------------------------- | -------------------------------------------------------------------------------------------------- |
| 1.                                                                                                 | "Tornado nero"                                                                                     | 3:31                                                                                               |
| 2.                                                                                                 | "A Spider's Thread"                                                                                | 2:45                                                                                               |
| 3.                                                                                                 | "Cruelly Eyes"                                                                                     | 2:13                                                                                               |
| 4.                                                                                                 | "Bloody Vow"                                                                                       | 2:48                                                                                               |
| 5.                                                                                                 | "Joou no Kumo (女王の蜘蛛)"                                                                        | 2:52                                                                                               |
| 6.                                                                                                 | "Dance Macabre"                                                                                    | 2:34                                                                                               |
| 7.                                                                                                 | "Ciel In Wonderland"                                                                               | 4:12                                                                                               |
| 8.                                                                                                 | "Drink Me, Eat Me!!"                                                                               | 2:08                                                                                               |
| 9.                                                                                                 | "Akuma de Shiro Usagi Desu Kara (あくまで白ウサギですから)"                                        | 3:09                                                                                               |
| 10.                                                                                                | "A Mad Tea Party"                                                                                  | 2:44                                                                                               |

| Character Song Best Selection (キャラクターソングベストセレクション) | Character Song Best Selection (キャラクターソングベストセレクション)                                                                               | Character Song Best Selection (キャラクターソングベストセレクション) |
| STT                                                                  | Nhan đề | Thời lượng                                                           |
| -------------------------------------------------------------------- | --- | -------------------------------------------------------------------- |
| 1.                                                                   | "Anata no Koe ga Iroaseyou tomo, Meiyaku no Uta ga Sono Mune ni Todokimasu you ni. (貴方の声が色褪せようとも、盟約の歌がその胸に届きますように。)" | 4:25                                                                 |
| 2.                                                                   | "Kanzen Muketsu Chouzetsu Gikou Niwashi (完全無欠超絶技巧庭師)"                                                                                    | 3:30                                                                 |
| 3.                                                                   | "Shinku (深紅)" | 3:40                                                                 |
| 4.                                                                   | "Shinigami no Kintai Kanri (死神の勤怠管理)" | 4:24                                                                 |
| 5.                                                                   | "Kami Tomi Yume (SHAMPOO DREAM) (上富夢(SHAMPOO DREAM))"                                                                                           | 4:02                                                                 |
| 6.                                                                   | "Daisougikyoku (大葬戯曲)" | 3:08                                                                 |
| 7.                                                                   | "Kami no Migite no Theme ~Chicken Curry Hen~ (神の右手のテーマ～チキンカリー篇～)"                                                                 | 4:35                                                                 |
| 8.                                                                   | "Ouji no Hinkaku (王子の品格)" | 4:41                                                                 |
| 9.                                                                   | "Haitoku Wonderland (背徳ワンダーランド)" | 4:41                                                                 |
| 10.                                                                  | "LIBERTY★PARTY" | 4:46                                                                 |
| 11.                                                                  | "Aru Shitsuji no Nichijou (ある執事の日常)" | 4:51                                                                 |
| Tổng thời lượng:                                                     | Tổng thời lượng: | 46:43                                                                |

Chuyển thể phim do người đóng có bài hát chủ đề là bài Through the Ages do Gabrielle Aplin trình bày, bài hát đã được phân phối trực tuyến trên mạng itunes từ ngày 27 tháng 11 năm 2013 cũng như trong album chứa các bản nhạc dùng trong phim phát hành vào ngày 08 tháng 1 năm 2014.
| Kuroshitsuji Original Soundtrack (黒執事 オリジナル・サウンドトラック) | Kuroshitsuji Original Soundtrack (黒執事 オリジナル・サウンドトラック) | Kuroshitsuji Original Soundtrack (黒執事 オリジナル・サウンドトラック) |
| STT                                                                    | Nhan đề                                                                | Thời lượng                                                             |
| ---------------------------------------------------------------------- | ---------------------------------------------------------------------- | ---------------------------------------------------------------------- |
| 1.                                                                     | "黒執事"                                                               | 2:09                                                                   |
| 2.                                                                     | "悪魔の足音"                                                           | 2:32                                                                   |
| 3.                                                                     | "闘い"                                                                 | 1:34                                                                   |
| 4.                                                                     | "セバスチャンの序曲"                                                   | 2:16                                                                   |
| 5.                                                                     | "裏社会"                                                               | 1:27                                                                   |
| 6.                                                                     | "黒執事の輪舞曲"                                                       | 1:44                                                                   |
| 7.                                                                     | "謎"                                                                   | 1:37                                                                   |
| 8.                                                                     | "企み"                                                                 | 2:38                                                                   |
| 9.                                                                     | "幻蜂家の秘密"                                                         | 1:40                                                                   |
| 10.                                                                    | "ジェイのテーマ"                                                       | 1:10                                                                   |
| 11.                                                                    | "黒い招待状"                                                           | 1:17                                                                   |
| 12.                                                                    | "幻蜂家のワルツ"                                                       | 1:28                                                                   |
| 13.                                                                    | "クラブ・デカダンス"                                                   | 2:11                                                                   |
| 14.                                                                    | "研究室"                                                               | 1:34                                                                   |
| 15.                                                                    | "紋章の秘密"                                                           | 1:20                                                                   |
| 16.                                                                    | "ネクローシス"                                                         | 6:40                                                                   |
| 17.                                                                    | "悪魔のカード"                                                         | 1:03                                                                   |
| 18.                                                                    | "聖歌"                                                                 | 0:54                                                                   |
| 19.                                                                    | "凛の逆襲"                                                             | 1:13                                                                   |
| 20.                                                                    | "凛のテーマ"                                                           | 2:51                                                                   |
| 21.                                                                    | "Trance Drive"                                                         | 2:36                                                                   |
| 22.                                                                    | "幼き記憶"                                                             | 3:13                                                                   |
| 23.                                                                    | "不老不死の薬"                                                         | 2:00                                                                   |
| 24.                                                                    | "華恵のテーマ"                                                         | 2:56                                                                   |
| 25.                                                                    | "夜想曲"                                                               | 1:34                                                                   |
| 26.                                                                    | "戦い"                                                                 | 3:08                                                                   |
| 27.                                                                    | "終焉"                                                                 | 1:18                                                                   |
| 28.                                                                    | "蛇の組織"                                                             | 1:11                                                                   |
| 29.                                                                    | "嘘つき"                                                               | 1:38                                                                   |
| 30.                                                                    | "復讐心"                                                               | 1:18                                                                   |
| 31.                                                                    | "華恵の涙"                                                             | 0:58                                                                   |
| 32.                                                                    | "The Steps of world's end"                                             | 4:25                                                                   |
| 33.                                                                    | "天使と悪魔"                                                           | 1:41                                                                   |
| 34.                                                                    | "栞のテーマ"                                                           | 4:14                                                                   |
| 35.                                                                    | "Through the ages"                                                     | 5:00                                                                   |
| Tổng thời lượng:                                                       | Tổng thời lượng:                                                       | 1:16:45                                                                |

Buổi hòa nhạc có tên Sono Shitsuji, Yūkō (その執事、友好) chuyển thể từ một cảnh trong manga đã tổ chức tại nhà hát Sunshine ở Ikebukuro ngày 28 tháng 5 năm 2008 và ngày 07 tháng 6 năm 2009. Matsushita Yuya thủ vai Sebastian Michaelis, Sakamoto Shougo thủ vai Ciel Phantomhive và Takuya Uehara thủ vai Grell Sutcliffe.
Buổi hòa nhạc thứ hai mang tên Kuroshitsuji Sen no Tamashii to Ochita Shinigami (ミュージカル｢黒執事｣〜ザ・モースト・ビューティフル・デス・イン・ザ・ワールド〜千の魂と堕ちた死神) tổ chức tại hệ thống nhà hát Akasaka Act tại Akasaka, Tokyo, Nagoya và Osaka từ ngày 03 tháng 5 năm 2010 đến ngày 23 tháng 5 năm 2010. Matsushita Yuya thủ vai Sebastian Michaelis, Nishii Yukito thủ vai Ciel Phantomhive và Takuya Uehara thủ vai Grell Sutcliffe.

## Đón nhận
Trong tuần từ ngày 18 đến 24 tháng 12 năm 2008 tập 3 của loạt manga đã đứng hạng ba về doanh số bán. Tập bốn được xếp thứ chín về doanh số trong tuần từ ngày 03 đến 09 tháng 6 năm 2008. Tập năm được xếp hạng nhì trong tuần từ ngày 16 đến 22 tháng 9 và rớt xuống hạng ba trong tuần tiếp theo, nó đã giữ vị trí đó tuần thứ ba trước khi rớt xuống hạng 10 trong tuần từ ngày 30 tháng 9 đến ngày 6 tháng 10. Tập sáu đứng ở vị trí thứ nhất trong tuần từ ngày 27 tháng 1 đến ngày 02 tháng 2 năm 2009 với 359.703 bản được bán. Nó đứng hạng thứ 7 trong tuần kế với 100.466 bản được bán và trong tuần thứ ba tập này đã đứng hạng 9 với 45.653 bản được bán. Tập bảy đã được xếp hạng 3 trong tuần từ ngày 22 đến 28 tháng 6 năm 2009 với 167.692 bản được bán, nó vẫn hạng 3 trong tuần kế với 256.164 bản được bán, trong tuần thứ ba nó rơi xuống hạng 8 với 66.954 bản được bán. Một tuyển tập mang tên Nijishitsuji (虹執事) đã đứng hạng 17 trong tuần từ ngày 31 tháng 3 đến ngày 6 tháng 4 năm 2009 với 41.083 bản được bán.
Nhà phân phối âm nhạc Recochoku của Nhật Bản đã làm một cuộc khảo sát hằng năm về các nhân vật anime mà mọi người muốn kết hôn. Sebastian Michaelis đứng thứ chín trong nhận định "Nhân vật mà tôi muốn trở thành chú rể của mình".